# Gray (Haute-Saône)
Ne doit pas être confondu avec Gray-la-Ville ou Graye-sur-Mer.
Pour les articles homonymes, voir Gray.
Gray (prononcé [ɡʁe]) est une commune française située dans le département de la Haute-Saône, en Franche-Comté, dans la région administrative Bourgogne-Franche-Comté. Située sur la Saône, aux confins de la Franche-Comté et de la Bourgogne, elle bénéficie d'une position centrale par rapport aux villes de Besançon, Dijon, Dole, Langres et Vesoul.
Gray comptait 5 455 habitants en 2022, ce qui en fait la cinquième ville la plus peuplée du département. Ses habitants sont appelés les Graylois. Son unité urbaine rassemblait 9 314 habitants en 2022 et son aire d'attraction comptait 24 715 habitants. Elle est le siège d'une intercommunalité, la communauté de communes Val de Gray, comprenant 48 communes et 20 269 habitants en 2020.
Occupée dès la préhistoire par des troupes nomades, Gray est depuis longtemps l'une des villes les plus importantes de Haute-Saône. Sa vocation commerciale s'est affirmée dès le XIIIe siècle, et elle est rapidement devenue le deuxième port de l'Est de la France après Strasbourg.
Surnommée Gray la jolie et labellisée Cité de Caractère, la ville possède un patrimoine architectural de qualité, dont les plus anciens monuments datent du XIVe siècle. Son patrimoine naturel, constitué en majeure partie par la Saône, est propice au développement du tourisme fluvial et du cyclotourisme. Le festival Rolling Saône se déroule chaque année à Gray.

## Géographie

Représentations cartographiques de Gray
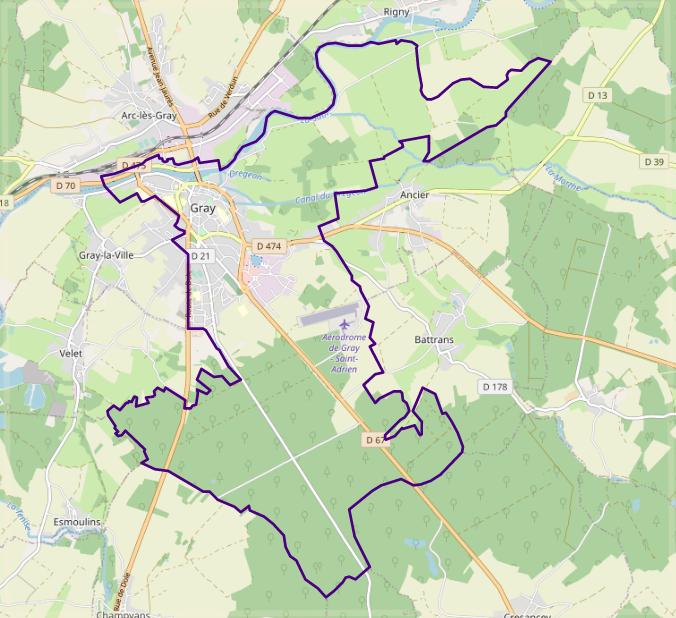
Carte OpenStreetMap.
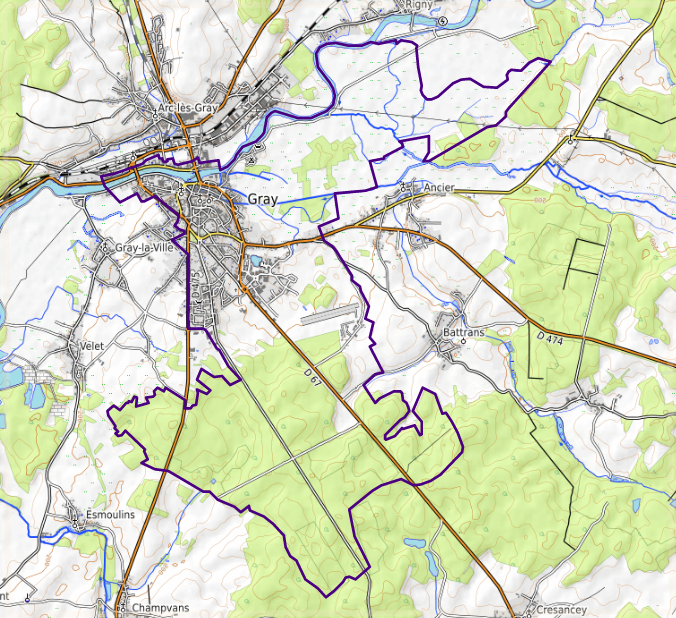
Carte topographique.

### Localisation
La ville de Gray se situe dans le sud-ouest du département de la Haute-Saône, en Franche-Comté. Elle bénéficie d’une position centrale par rapport à Besançon, Dijon, Dole, Langres et Vesoul. Ancier, Arc-lès-Gray et Gray-la-Ville sont des communes accolées à Gray. Le tableau ci-dessous représente les communes limitrophes de Gray.

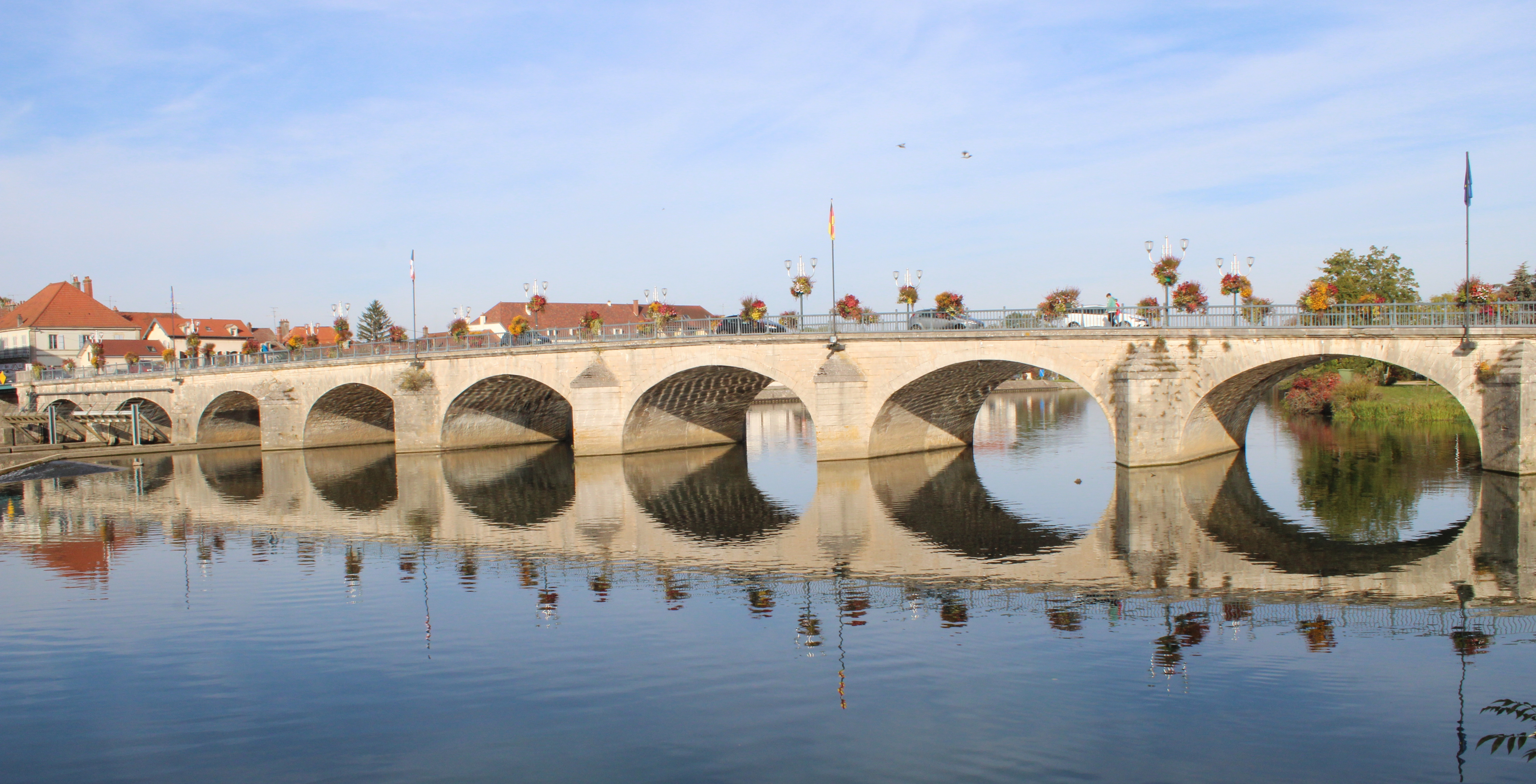
Le pont de pierre franchissant la Saône, construit entre la fin du XVIIIe siècle et le début du XIXe siècle.

| Arc-lès-Gray                  | Rigny  | Saint-Broing    |
| Gray-la-Ville Velet Esmoulins | Gray   | Ancier Battrans |
| Champvans                     | Noiron | Cresancey       |

### Hydrographie

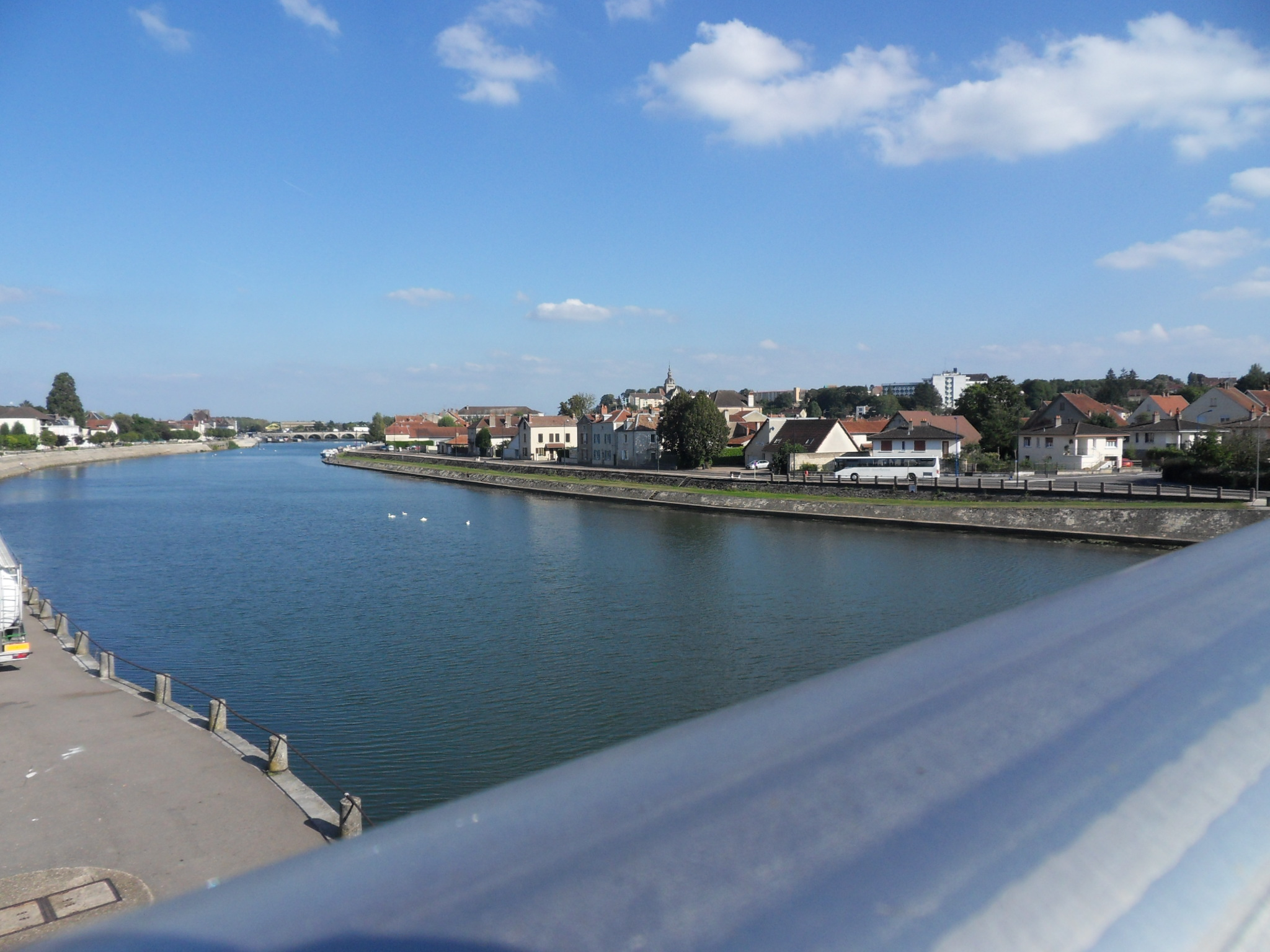
La Saône vue depuis le pont Neuf.

La Saône traverse la ville au nord, d'est en ouest. Les quais ont été aménagés pour permettre aux cyclistes et piétons de s'y promener.

### Climat
Pour des articles plus généraux, voir Climat de la Bourgogne-Franche-Comté et Climat de la Haute-Saône.
En 2010, le climat de la commune est de type climat des marges montargnardes, selon une étude du Centre national de la recherche scientifique s'appuyant sur une série de données couvrant la période 1971-2000. En 2020, Météo-France publie une typologie des climats de la France métropolitaine dans laquelle la commune est exposée à un climat semi-continental et est dans la région climatique Lorraine, plateau de Langres, Morvan, caractérisée par un hiver rude (1,5 °C), des vents modérés et des brouillards fréquents en automne et hiver.
Pour la période 1971-2000, la température annuelle moyenne est de 10,6 °C, avec une amplitude thermique annuelle de 17,4 °C. Le cumul annuel moyen de précipitations est de 920 mm, avec 12,5 jours de précipitations en janvier et 8,6 jours en juillet. Pour la période 1991-2020, la température moyenne annuelle observée sur la station météorologique de Météo-France la plus proche, « Chargey-lès-Gray », sur la commune de Chargey-lès-Gray à 5 km à vol d'oiseau, est de 11,5 °C et le cumul annuel moyen de précipitations est de 834,3 mm. 
La température maximale relevée sur cette station est de 39,3 °C, atteinte le 25 juillet 2019 ; la température minimale est de −18,2 °C, atteinte le 20 décembre 2009,,.
| Mois                                  | jan.           | fév.           | mars           | avril         | mai           | juin          | jui.          | août           | sep.          | oct.          | nov.            | déc.           | année      |
| ------------------------------------- | -------------- | -------------- | -------------- | ------------- | ------------- | ------------- | ------------- | -------------- | ------------- | ------------- | --------------- | -------------- | ---------- |
| Température minimale moyenne (°C)     | 0,4            | 0,5            | 2,9            | 5,5           | 9,2           | 12,5          | 14,2          | 14,1           | 10,9          | 7,9           | 3,6             | 1,1            | 6,9        |
| Température moyenne (°C)              | 2,9            | 3,9            | 7,5            | 11            | 14,7          | 18,5          | 20,3          | 20             | 16,3          | 12            | 6,7             | 3,6            | 11,5       |
| Température maximale moyenne (°C)     | 5,5            | 7,4            | 12,1           | 16,4          | 20,2          | 24,5          | 26,4          | 25,9           | 21,7          | 16,1          | 9,7             | 6              | 16         |
| Record de froid (°C) date du record   | −12,5 13.01.03 | −12,7 05.02.12 | −11,2 02.03.05 | −4,5 04.04.22 | −0,1 03.05.21 | 2,5 04.06.01  | 6,7 30.07.15  | 5,6 28.08.1998 | 2,6 20.09.12  | −4,6 29.10.12 | −9,4 24.11.1998 | −18,2 20.12.09 | −18,2 2009 |
| Record de chaleur (°C) date du record | 16,6 01.01.23  | 21,1 27.02.19  | 24,1 31.03.21  | 27,7 25.04.07 | 31,7 24.05.09 | 36,8 18.06.22 | 39,3 25.07.19 | 39,3 12.08.03  | 33,9 05.09.23 | 27,6 07.10.09 | 21,9 07.11.15   | 16,6 17.12.19  | 39,3 2019  |
| Ensoleillement (h)                    | 69,9           | 99,1           | 164,5          | 198           | 221,7         | 255,2         | 254,2         | 228,6          | 189,4         | 123,7         | 72,1            | 57,6           | 1 934      |
| Précipitations (mm)                   | 61,1           | 50,3           | 60             | 64,3          | 81,5          | 70,8          | 76,9          | 76,9           | 62            | 82            | 80,1            | 68,4           | 834,3      |

| Diagramme climatique                                  |            |           |             |             |              |              |              |            |           |            |          |
| J                                                     | F          | M         | A           | M           | J            | J            | A            | S          | O         | N          | D        |
| 5,50,461,1                                            | 7,40,550,3 | 12,12,960 | 16,45,564,3 | 20,29,281,5 | 24,512,570,8 | 26,414,276,9 | 25,914,176,9 | 21,710,962 | 16,17,982 | 9,73,680,1 | 61,168,4 |
| Moyennes : • Temp. maxi et mini °C • Précipitation mm |            |           |             |             |              |              |              |            |           |            |          |

Les paramètres climatiques de la commune ont été estimés pour le milieu du siècle (2041-2070) selon différents scénarios d'émission de gaz à effet de serre à partir des nouvelles projections climatiques de référence DRIAS-2020. Ils sont consultables sur un site dédié publié par Météo-France en novembre 2022.

## Urbanisme

### Typologie
Au 1er janvier 2024, Gray est catégorisée petite ville, selon la nouvelle grille communale de densité à sept niveaux définie par l'Insee en 2022.
Elle appartient à l'unité urbaine de Gray, une agglomération intra-départementale regroupant quatre  communes, dont elle est ville-centre,,. Par ailleurs la commune fait partie de l'aire d'attraction de Gray, dont elle est la commune-centre,. Cette aire, qui regroupe 63 communes, est catégorisée dans les aires de moins de 50 000 habitants,.

### Occupation des sols

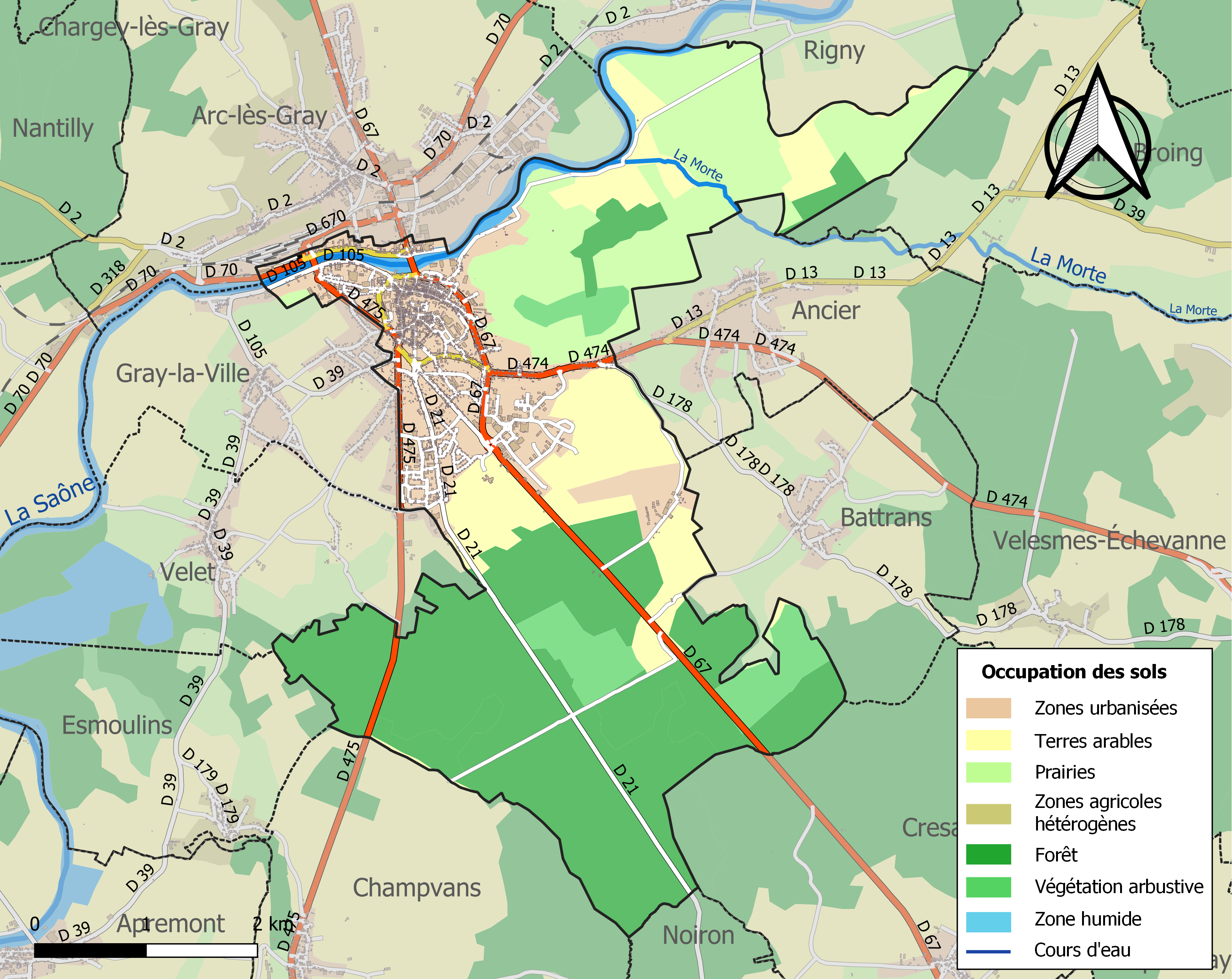
Carte des infrastructures et de l'occupation des sols de la commune en 2018 (CLC).

L'occupation des sols de la commune, telle qu'elle ressort de la base de données européenne d’occupation biophysique des sols Corine Land Cover (CLC), est marquée par l'importance des forêts et milieux semi-naturels (46,8 % en 2018), une proportion sensiblement équivalente à celle de 1990 (46,7 %). La répartition détaillée en 2018 est la suivante : forêts (40,9 %), prairies (18,5 %), terres arables (14,9 %), zones urbanisées (10,2 %), zones industrielles ou commerciales et réseaux de communication (7,1 %), milieux à végétation arbustive et/ou herbacée (5,9 %), eaux continentales (2,5 %). L'évolution de l’occupation des sols de la commune et de ses infrastructures peut être observée sur les différentes représentations cartographiques du territoire : la carte de Cassini (XVIIIe siècle), la carte d'état-major (1820-1866) et les cartes ou photos aériennes de l'IGN pour la période actuelle (1950 à aujourd'hui).

### Quartiers
La commune dispose de plusieurs quartiers dont deux centres-villes en haut et en bas de la ville. Plusieurs zones commerciales existent tout comme diverses zones de quartiers populaires dont les principaux sont les Capucins et les Îles.

#### Centre-ville
Le Centre-ville, aussi appelé Ville basse, était un quartier très commerçant, les principales rues commerçantes étant la rue Vanoise, la rue Thiers, et la rue Gambetta ; mais de nombreux magasins y sont désormais fermés. L'attrait touristique principal reste La Saône.

#### Ville haute
Quartier historique de Gray, La ville haute est le quartier touristique par excellence. On peut y visiter la basilique Notre-Dame de Gray, le musée Baron-Martin, la mairie avec son toit typiquement franc-comtois, la place de la Petite-Fontaine, la place Boichut, où se situe par ailleurs le lycée Fertet qui fut dans son histoire notamment une caserne de hussards du temps de Napoléon. Ce quartier est aussi le cœur administratif de la ville, il regroupe donc la mairie, la police municipale, le centre des impôts, le service animation, le tribunal d'instance.

#### Les Capucins
Les Capucins, situés à l'extrémité-sud, sont un quartier classé prioritaire. Il est constitué d'immeubles et de blocs d'habitation en formes de barres et de petites tours où réside un nombre important de populations d'origine populaire. Au 31 décembre 2009, 158 demandes d'emploi en fin de mois sur les 557 que comptait la commune provenaient d'habitants du quartier. En trente ans, six immeubles d'habitation ont été démontés, traduction de la diminution de la population du quartier et de la ville sur cette période. Le quartier des Capucins possède une école maternelle, primaire et un collège. La caserne des pompiers y est implantée ainsi que divers services comme le Centre médico-social, le centre social et Culturel Cap'Gray Animation. Le quartier dispose d'un centre commercial et la présence d'associations telles le Secours Populaire ou le réseau AAMIS. Un gymnase et la piscine municipale couverte bordent les écoles. Une chaufferie au bois et au gaz alimente le quartier en énergie. C'est dans ce quartier, au bord de la route conduisant à Noiron, qu'est installée l'ancienne usine Oréga-Thomson, aujourd'hui fermée et remplacée ensuite par une usine de plus petite envergure, Phénix, et de services de retour à l'emploi. Somemot s'ajoute en provenance d'Arc-lès-Gray. En 2014, aucune de ces structures n'existe encore sur ce site : les centres de formation ont déménagé en centre ville et à Arc-lès-Gray. Somemot et Phénix ont également fermé définitivement. À leur place, au milieu de l'année, le site accueille l'entreprise Archiveco.

#### La Plage
La Plage est le quartier touristique de Gray. Situé en bord de Saône dans le nord-est de la ville, il se compose de restaurants, d'espaces verts, de courts de tennis, d'un terrain de mini-golf, d'un camping, d'une piscine en plein air et d'une aire de jeu pour enfants. Un petit port de plaisance permet aux péniches de s'amarrer et aux touristes de pouvoir faire un tour. Historiquement, la piscine ouverte de Gray se situait ici à même la Saône. Elle a été déplacée une centaine de mètres plus loin hors de la Saône. Les vestiges de cette piscine sont toujours présent dans le port. Malgré le nom de La Plage, la baignade y est interdite depuis la noyade d'une personne. En effet, le site n'est pas surveillé par un maître nageur.
Chaque été La Plage accueille le Triathlon du Val de Gray. La partie natation se déroule dans la Saône en face du port. L'édition de 2020 sera annulée à cause de la crise sanitaire.

#### Les quais de Saône
Ce secteur concerne le quai Mavia situé côté Gray, sur lequel sont installés le cinéma de la communauté de communes Val de Gray, Cinémavia tandis qu'est construit le Pôle Mavia qui abrite depuis fin 2014 l'office du tourisme, le BIJ et une salle internet. L'ancien site des entreprises de transport Bergelin accueille désormais un commerce et un restaurant avec une terrasse donnant sur la Saône. Un cabinet vétérinaire est installé vers le Pont-Neuf. En face le quai Villeneuve dispose d'une riche histoire dans le commerce en lien avec l'ancien port de Gray. Désormais, ce quai est en grande majorité résidentiel.

### Logement
Gray comptait 3 307 logements en 2007, dont 3 671 en résidences principales. 33,2 % des habitants sont propriétaires de leur logement, alors que 63,9 % sont locataires (respectivement 60,4 % et 37,1 % dans la région). Avec 717 logements HLM soit 26 % du parc en 2007, Gray se trouve 11 % au-dessus de la moyenne de la Franche-Comté (15 %). La commune est donc en conformité avec les 20 % de logements sociaux préconisés par la loi solidarité et renouvellement urbain (SRU) de décembre 2000. Le nombre de ces logements a baissé de 1,5 % entre 1999 et 2007.
Toujours en 2007, 27 % des logements étaient composés de cinq pièces ou plus, 26,6 % de quatre pièces et 26,1 % de trois pièces. Les logements plus petits, les deux pièces (13,4 %) et les studios (6,8 %) sont moins nombreux. La ville est formée à 70,6 % d'appartements. Ceux-ci sont principalement situés dans le quartier des Capucins. Le nombre moyen de pièces par résidence principale était de 3,7 % contre 3,6 % en 1999, soit une hausse de 0,1 % en 8 ans.
Une aire d'accueil de 20 places aménagée est mise à disposition des gens du voyage, conformément à la législation pour les communes de plus de 5 000 habitants et au schéma départemental d’accueil des gens du voyage.

### Projets d'aménagements
La communauté de communes du val de Gray est engagée depuis 2003 dans un programme global de développement à 12 ans. Il a pour objectifs l'amélioration du cadre de vie quotidien des habitants, des conditions d'accueil et de travail des entreprises, du développement des services à la population en général. Il prévoit en outre une requalification et une extension de la zone d'activité Gray Sud, une amélioration des transports urbains, l'amélioration et l'harmonisation communautaire des services petite enfance, l'aménagement d'un nouvel espace multimédia, la création d'un espace festif polyvalent ainsi qu'un contournement routier de l'agglomération grayloise.
En 2011, une majorité des actions inscrites dans ce programme ont été réalisées ou sont en cours de réalisation ou en programmation. La zone Gray Sud a été agrandie, l'Espace Festif Polyvalent, Festi'Val, a été construit à Arc-lès-Gray à côté du stade de la commune et inauguré à l'automne 2013. Un système de transport à la demande a été lancé en 2014 sur le territoire du canton d'Autrey-lès-Gray. L'Espace multimédia, situé contre le cinéma, sera achevé avant la fin 2014. Le contournement, porté par le Conseil départemental de Haute-Saône, a eu un avis défavorable du commissaire enquêteur et continue de diviser sur son opportunité. La petite enfance reste sous gestion municipale.

### Voies de communication et transports
Une voie ferrée Gray-Fraisans a fonctionné, sur la totalité du parcours, de 1866 à 1940. Le destruction du pont sur la Saône à Gray, en juin 1940, a entraîné l'arrêt définitif du trafic, cette année-là, entre Gray et Champvans-les-Gray.

Un pont routier suspendu, long de 104 m a été construit, en 1862, à 900 m en aval du pont de pierre ; ses deux câbles porteurs prenaient appui, de part et d'autre de la rivière, sur 2 paires de colonnes. Moyennant un péage, il offrait aux habitants de Gray-ville un accès direct à la gare, nouvellement mise en service, située au débouché du pont en rive droite de la Saône. Détruit en juin 1940, il a été remplacé, après guerre, par un pont moderne dit pont neuf.

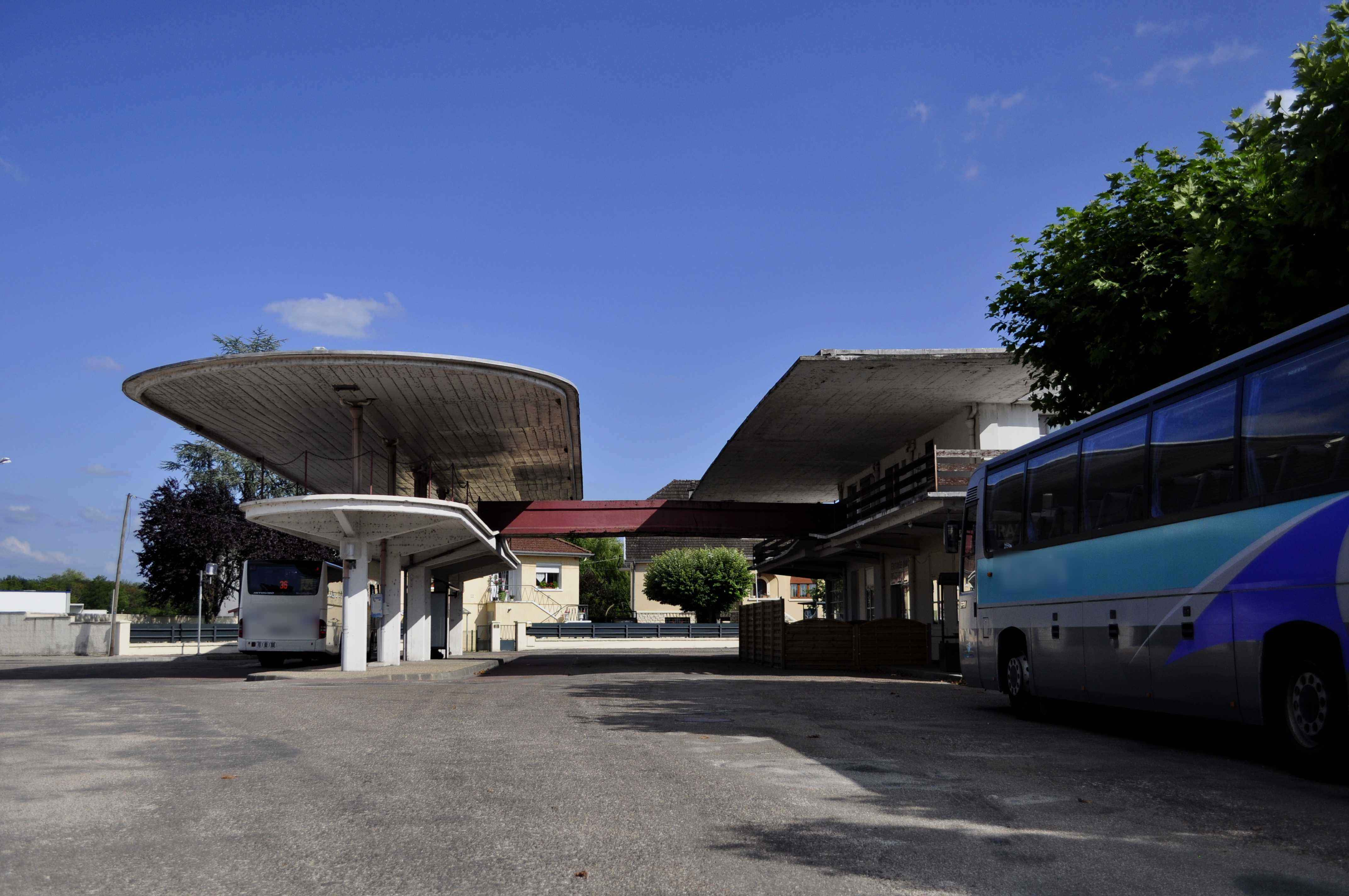
La gare routière.

La ville de Gray occupe une position centrale par rapport aux grands axes de communication :
 A36 : sortie Besançon no 3 puis D 67 (38 km) ;
 A31 : sortie Dijon no 4 puis D 70 (41 km) ;
 A39 : sortie Dole no 6 puis D 475 (40 km) ;
 A31 : sortie Langres no 6 puis D 67 (53 km) ;
- Gray/Vesoul : D 474 (56 km).

Gray est à équidistance des grandes agglomérations de Besançon et de Dijon, soit environ 45 minutes.

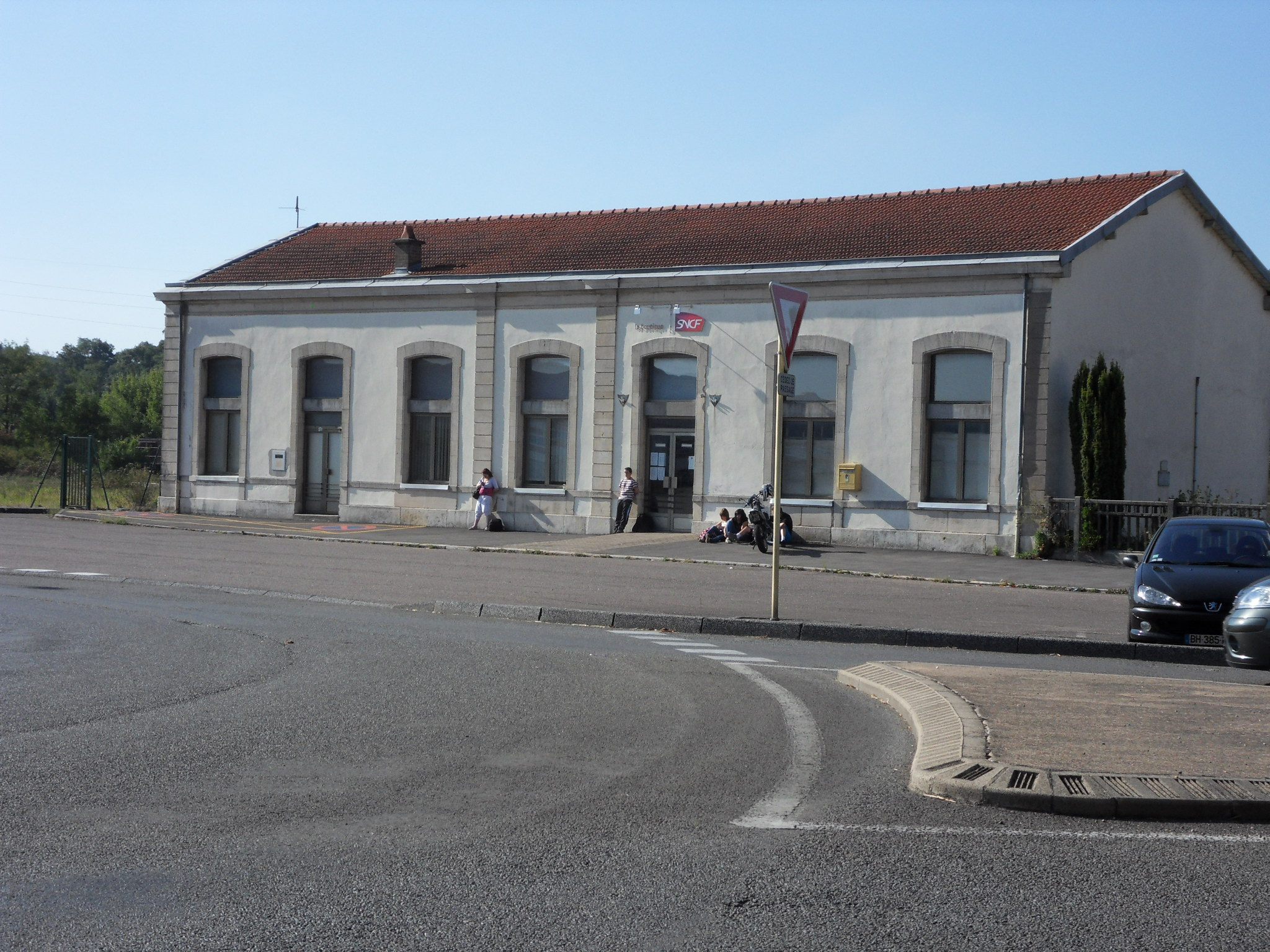
La gare SNCF de Gray.

La gare de Gray, située sur les lignes Culmont-Chalindrey - Gray, Gray - Saint-Jean-de-Losne, Troyes - Gray et Vaivre - Gray, desservait la ville jusqu'en 1970, lors de sa fermeture. Aujourd'hui, les voies restent entretenues et ouvertes au fret. Le bâtiment abrite une billetterie. La gare TGV la plus proche est la gare de Besançon Franche-Comté TGV, située à 40 km. Paris est à environ 2 h en TGV.
Gray bénéficie de la proximité de l'aéroport de Dole-Jura (à environ 50 km). Elle est équipée d'un aérodrome situé au sud-est de la ville. Gray est un port sur la Saône, rivière navigable ouverte aux péniches de type Freycinet jusqu'à Corre. Une écluse à la hauteur du pont de pierre permet le passage des bateaux pour éviter le barrage ; pour réguler le niveau d'eau amont, ce dernier vient d'être muni de deux vannes automatisées qui remplacent le système initial à aiguilles qui devaient être manœuvrées manuellement.
Gray est desservie par un réseau de transports en commun qui est géré par la société Danh Tourisme. Le réseau est composé d'une ligne unique, desservant du mardi au samedi (hors jours fériés) les principaux quartiers de la ville. Il effectue un parcours à deux reprises dans la journée. Le programme global de développement de la communauté de communes du val de Gray prévoit entre autres une amélioration des transports urbains.

## Toponymie
Le nom de la localité est attesté sous les formes Gradiacus  en 910, Gradicum castellum en 1060, Gradiacum castrum en 1100, Graiacum en 1178, Gray le Chastel en 1266 et pour finir en Gray, nom actuel de la ville.
Il s'agit d'une formation toponymique gallo-romane basée sur l'anthroponyme latin Gratus, tiré de Gratius, avec l'ajout du suffixe -acum qui désigne l'appartenance d'un domaine à un homme.
Le nom de la ville se prononce [ɡʁe].

## Histoire

### XIIIeetXIVesiècles
Gray fut aux XIIIe et XIVe siècles une ville d’importance dans l'Europe d'alors. Si en 1287 il semble que le comte Othon IV de Bourgogne ait fondé une petite institution littéraire à Gray, la ville devint les années qui suivirent un pôle universitaire majeur par l’entremise de Nicolas IV (pape de 1288-1292, né en 1227 à Ascoli) également fondateur par la bulle Quia Sapientia des universités de Montpellier, d'Ascoli et de Macerata,,. L'enceinte de la basse-cour du château fort protège la cité.
En 1423, Philippe le Bon transféra l’université à Dole, à partir de quoi la ville de Gray perdit de son rayonnement.

### XVesiècle
Les fortifications sont reconstruites sous le règne de Jean-sans-Peur au début du XVe siècle.

### XVIesiècle
Gray est mentionnée dans la Description de la France-Comté de Gilbert Cousin. "Gray peut être en effet comptée parmi les principales villes de Bourgogne. Elle est fort jolie et bâtie sur les rives de la Saône, dotée de bien des richesse, favorisée de bonnes cultures, montrant çà et là de magnifiques constructions avec des rues bien alignées, et dans les carrefours des sources d'eau limpides.[…]) Cette ville possède autour d'elle des champs abondants en toutes choses, leur fertilité, la fécondité de la terre, la variété des fruits, la richesse des pâturages et l'exubérance de tout ce qui concerne la nourriture de l'homme, mettent ce pays au-dessus de tout ceux du voisinage."
L'enceinte, restaurée et complétée pendant 150 ans, comprend 12 tours en 1542 ; en 1551, le système fortifié est complètement réaménagé sur ordre de Charles Quint par l'ingénieur Ambrosio de Précipiano ; la nouvelle enceinte pourvue de 7 bastions est achevée en 1587.

### XVIIesiècle

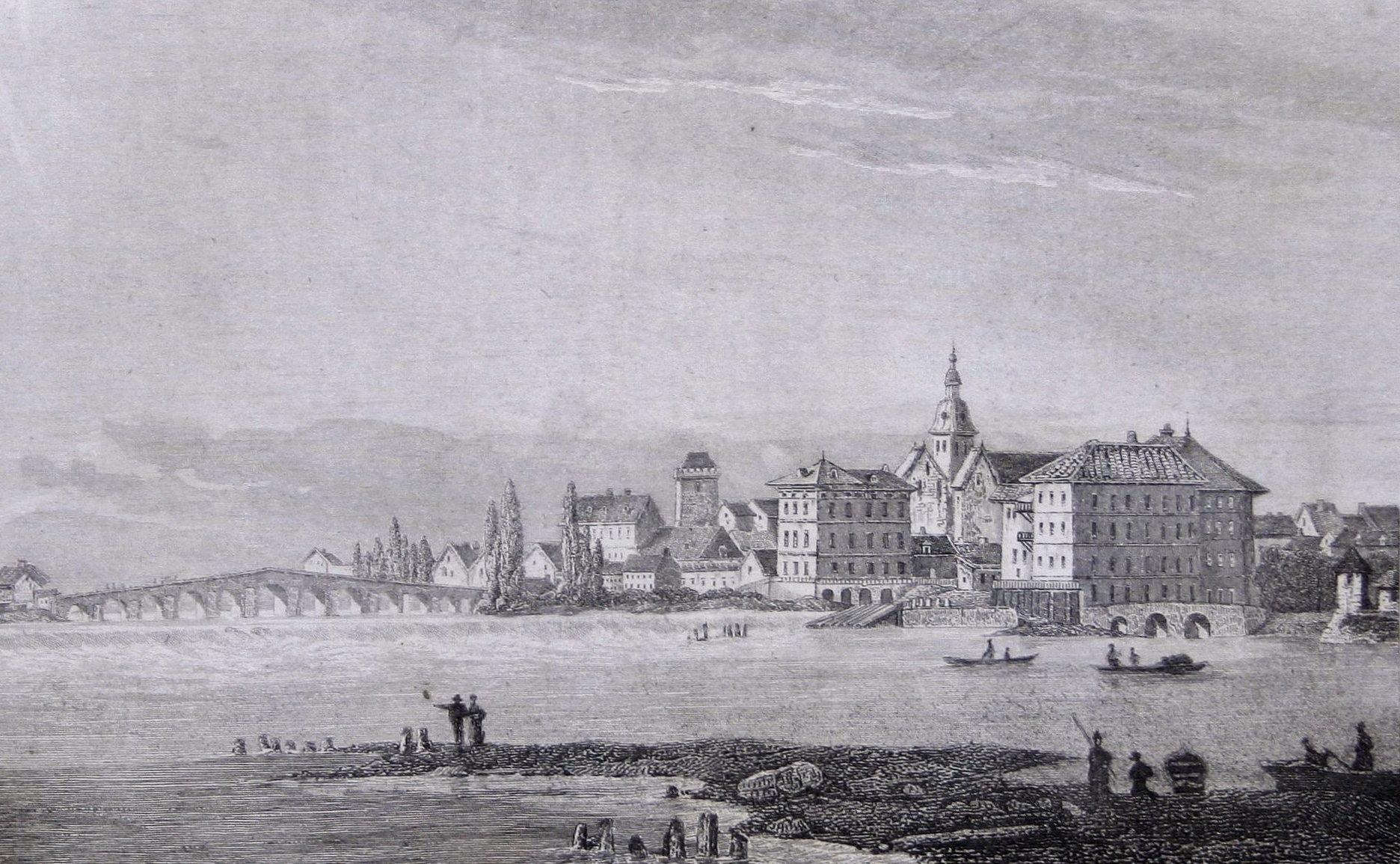
La Saône et le moulin en 1836.

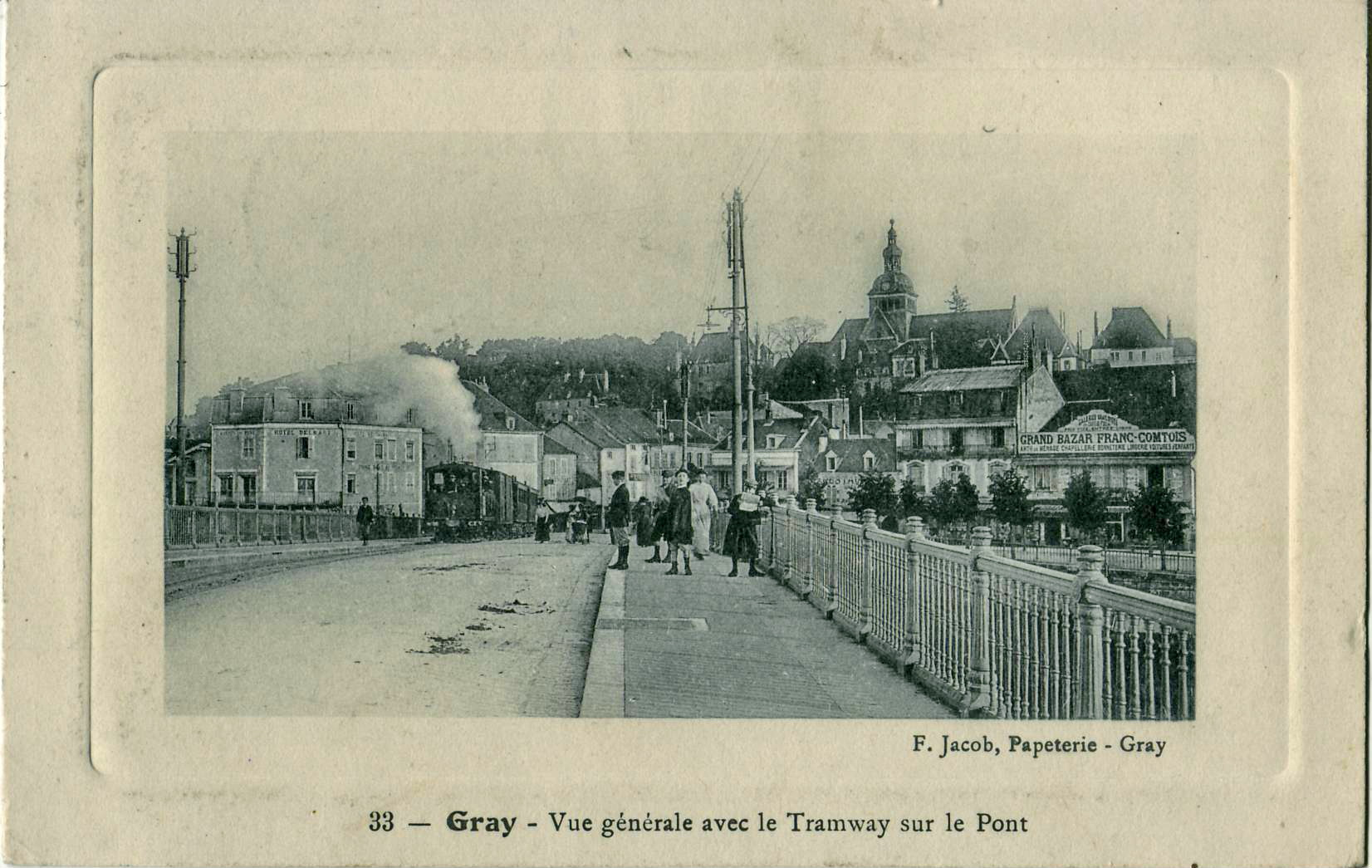
La ville fut desservie par une compagnie de chemin de fer secondaire à voie métrique, les Chemins de fer vicinaux de Haute-Saône, dont on voit une rame à vapeur sur le pont, au début du XX.

En 1632, des restaurations et réaménagements sont confiés à l'ingénieur Jean Maurice Tissot : un nouveau bastion est construit sur la rive droite de la Saône pour assurer la protection de l'entrée du pont ; lors de la première conquête de la Franche-Comté par Louis XIV en 1668, Louvois donne l'ordre de raser les remparts, mais ils ne le seront qu'à moitié.
Le 28 février 1674, durant la guerre de Hollande, Gray est prise par les troupes françaises, le reste des remparts est rasé.

### XVIIIeetXIXesiècles
Les derniers éléments de la fortification ont disparu durant ces deux siècles : destruction en 1797 de la porte haute, en 1824 de la porte basse, en 1848 des restes de rempart sur la rive gauche de la Saône.
En 1790, la ville de Gray est choisie comme chef-lieu du département. Il est transféré à Vesoul, ville moins excentrée, en 1800. De 1806 à 1827, Gray et Arc-lès-Gray ne forment qu'une seule commune, avant de se séparer à nouveau.
En 1813 est implanté en bordure de Saône, un important moulin dit moulin Tramois, remarquable par ses avancées techniques et la qualité de ses farines. Il sera détruit par un incendie. Une centrale hydroélectrique, encore en production aujourd'hui, l'a remplacé.

### XXesiècle

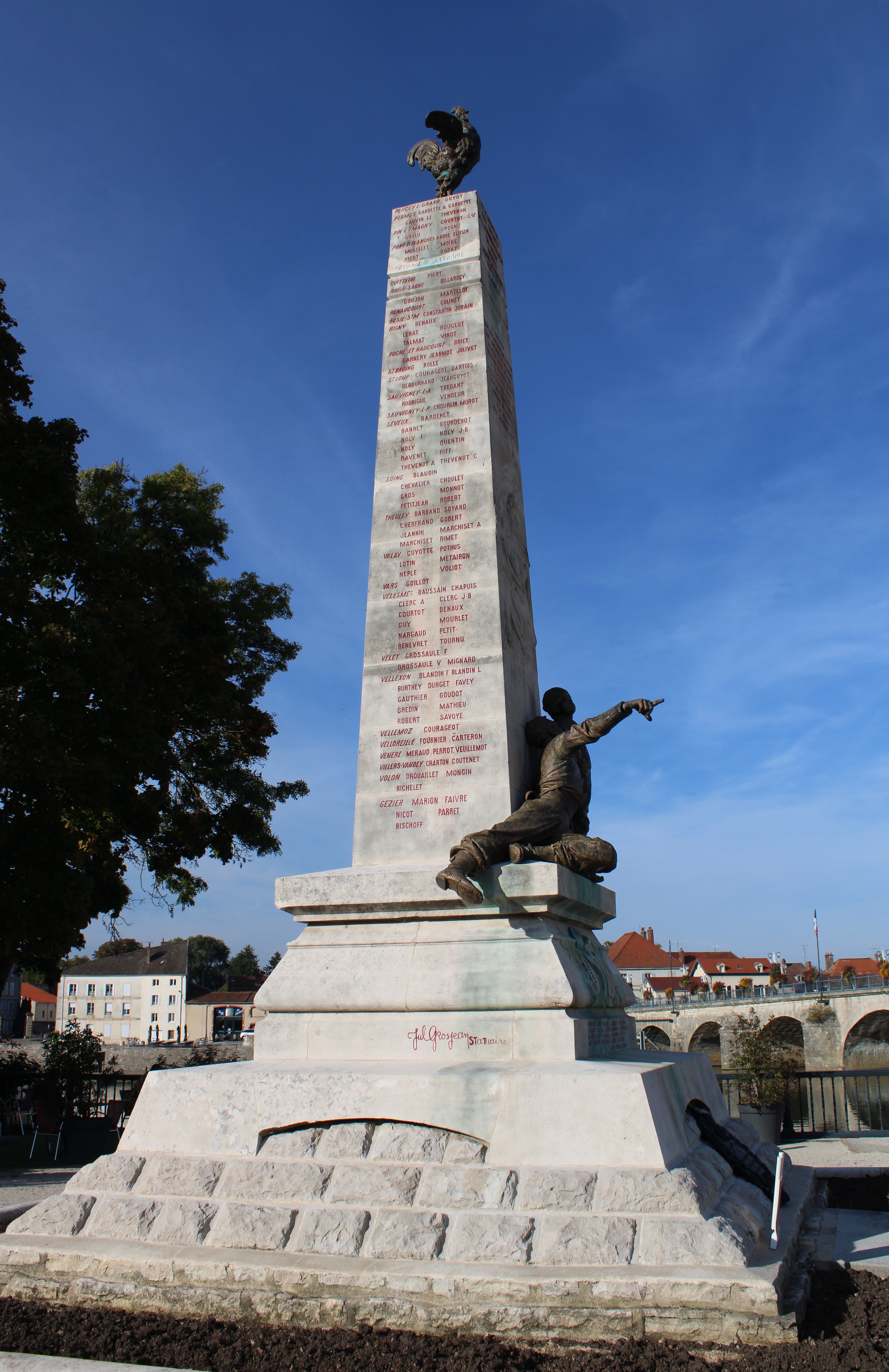
Le monument aux morts sur la rive gauche de La Saône.

Gray fut chef-lieu de district de 1790 à 1795 et d'arrondissement de 1800 à 1926. La sous-préfecture fut supprimée en 1926
Lors d'une fête aérienne les 8 et 9 septembre 1912, le monoplan de Pierre Béard (1893-1966), plus jeune pilote de France, s'écrase sur la foule, tuant quatre personnes et en blessant une dizaine d'autres. Les obsèques des victimes sont célébrées en présence d'une foule considérable.

### XXIesiècle

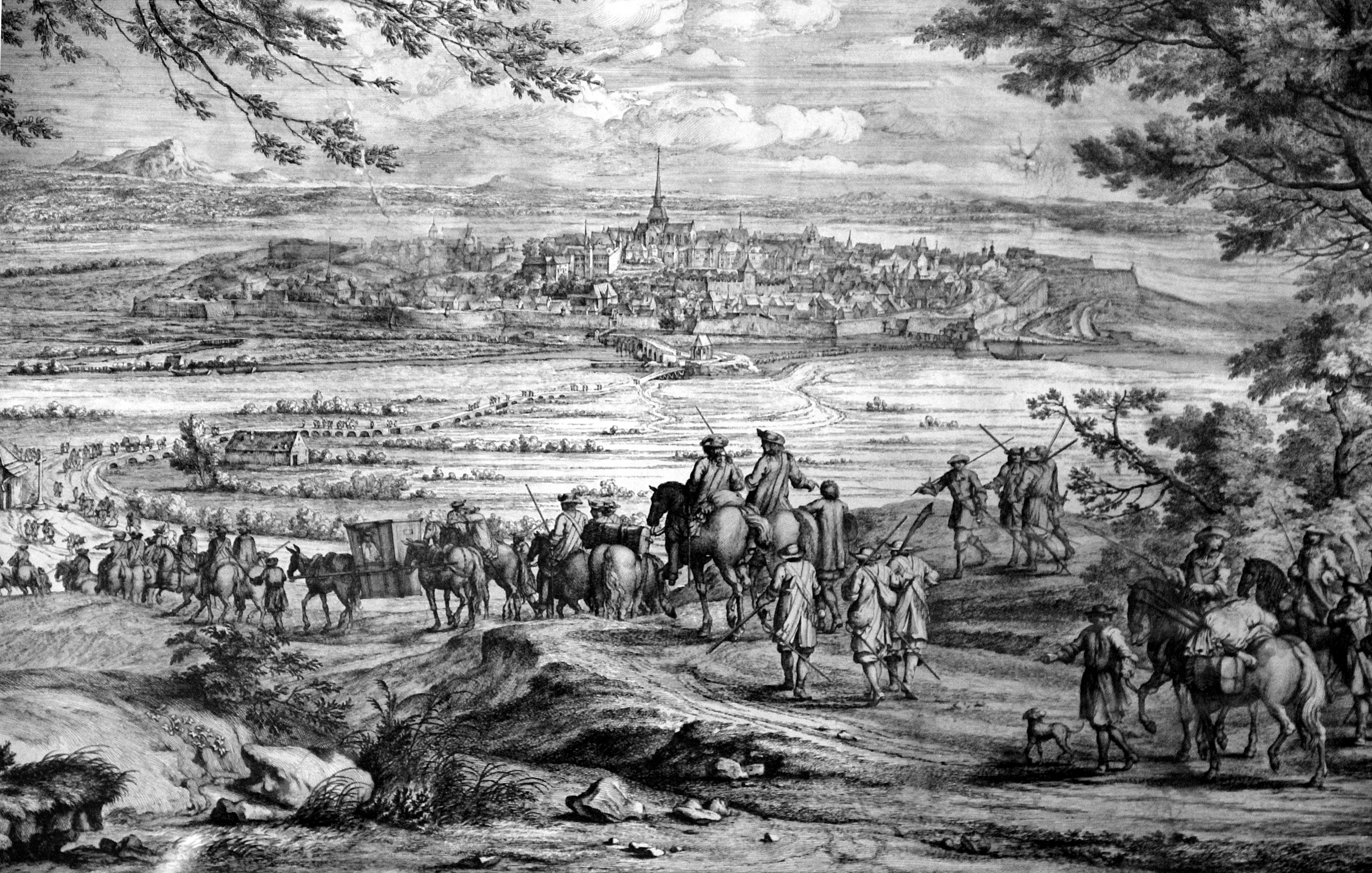
Gravure de la ville en 1685 d'après Adam François van der Meulen.
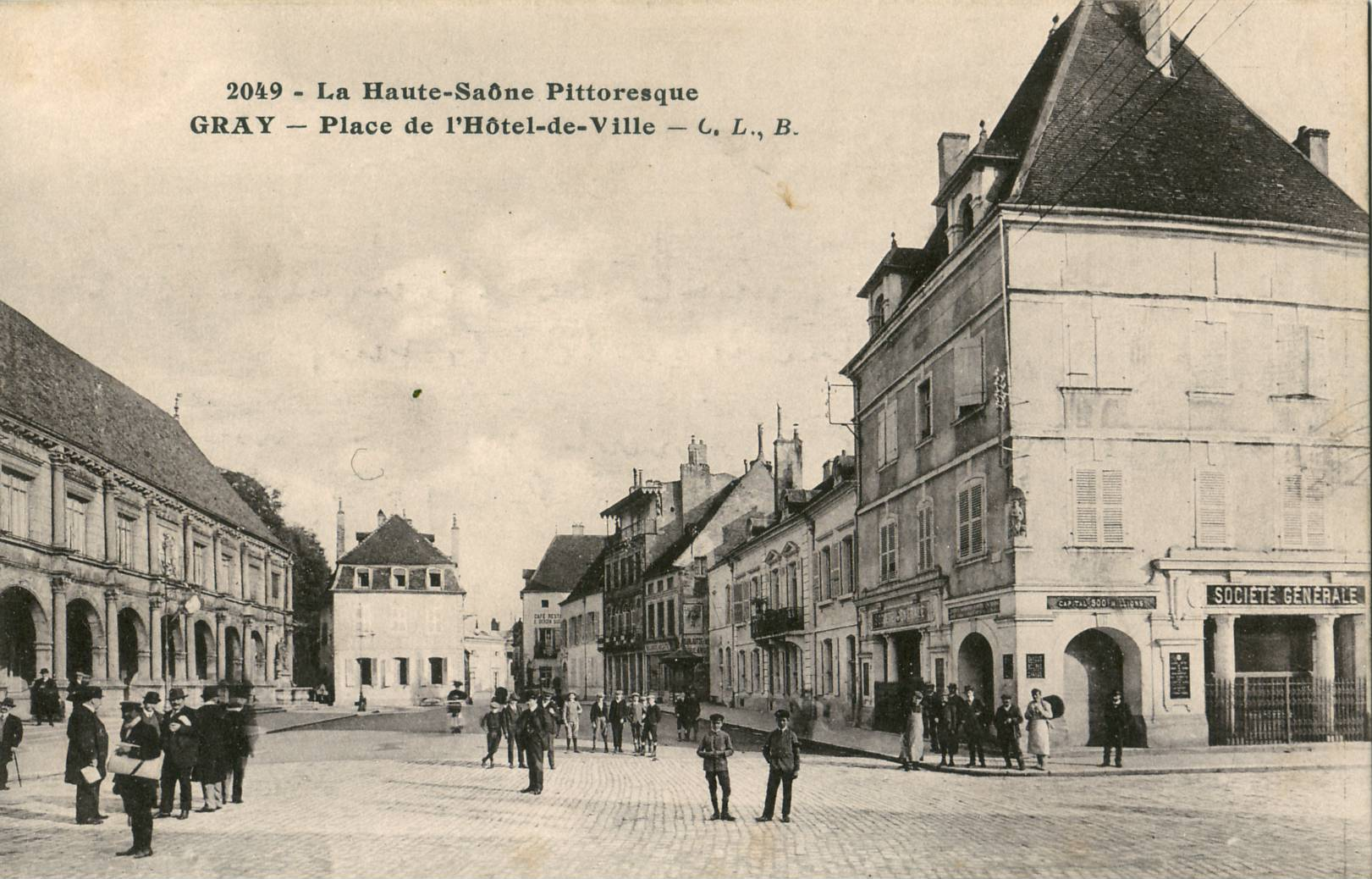
Place de l'Hôtel-de-Ville, (aujourd'hui place Charles-de-Gaulle), avant la Première Guerre mondiale.
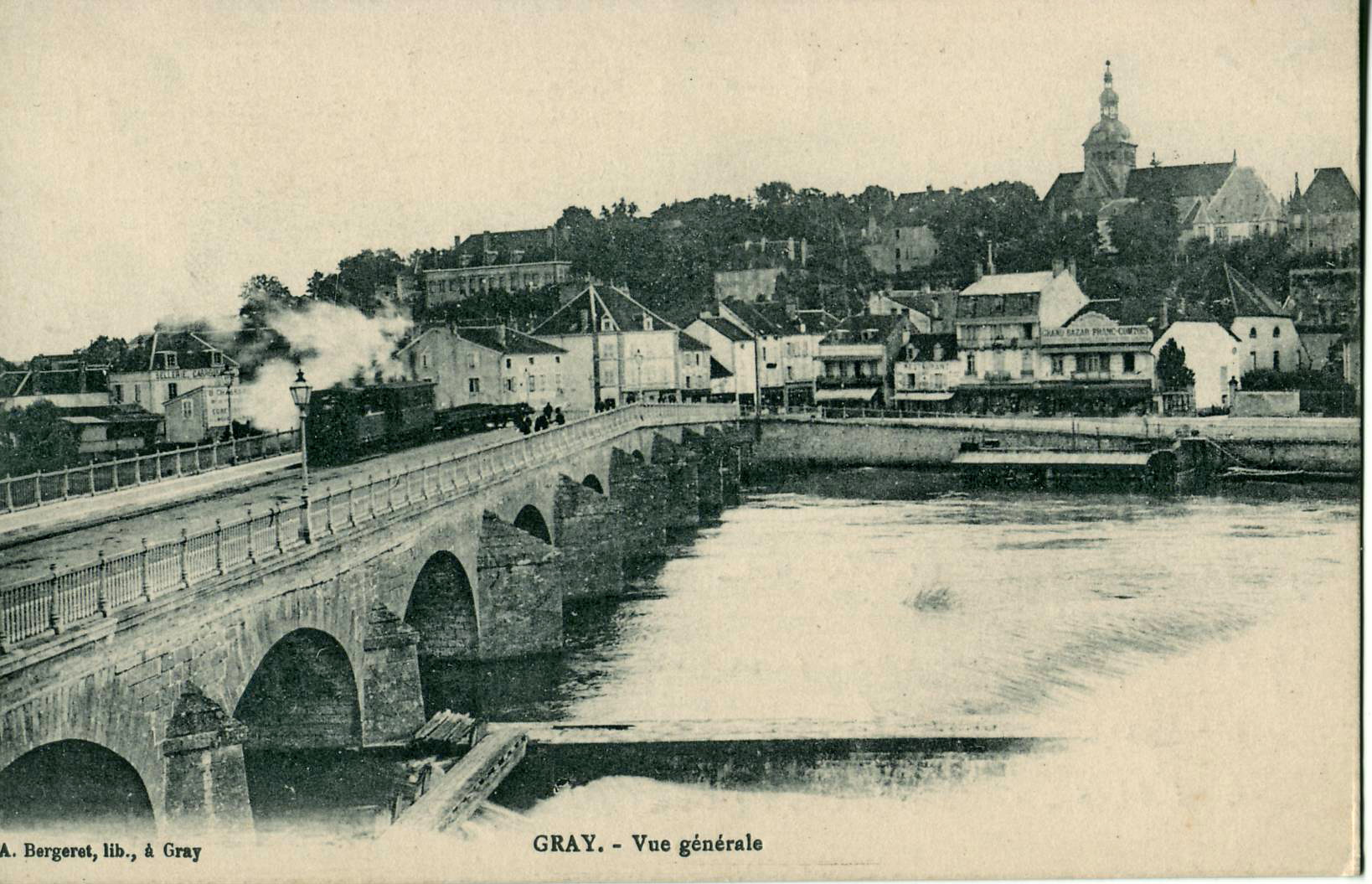
Le pont de pierre sur la Saône à la même époque, avec un train des chemins de fer vicinaux de la Haute-Saône.

## Politique et administration

### Rattachements administratifs et électoraux

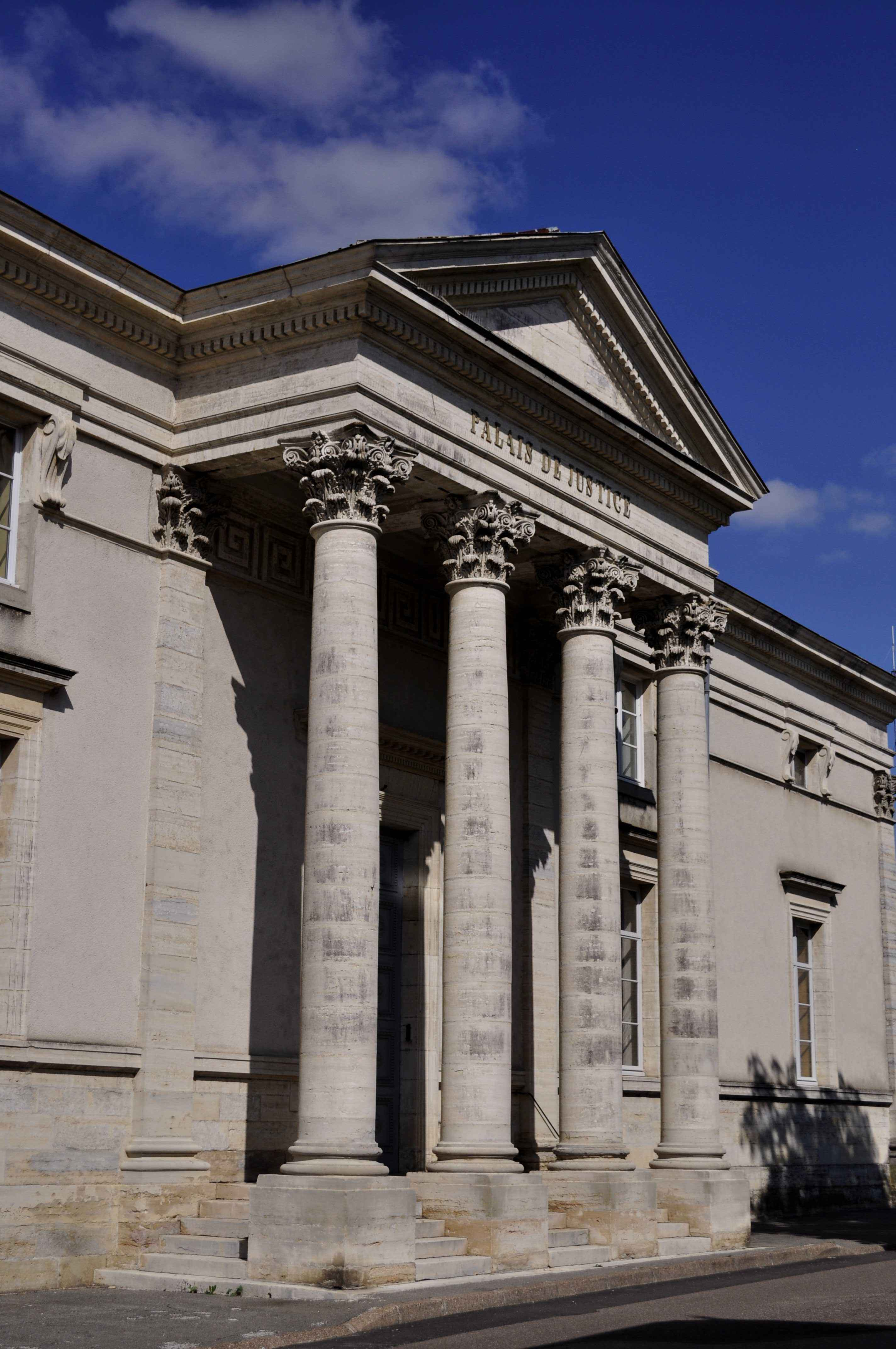
L'ancien palais de justice de Gray.

La commune fait partie de l'arrondissement de Vesoul du département de la Haute-Saône, en région Bourgogne-Franche-Comté. Pour l'élection des députés, elle dépend de la première circonscription de la Haute-Saône.
Gray est depuis 1790 le chef-lieu du canton de Gray. Dans le cadre du redécoupage cantonal de 2014 en France, ce canton, dont la commune est désormais le bureau centralisateur, s'accroit et passe de 21 à 24 communes.
Les juridictions de l'ordre judiciaire de premier degré dont dépend la commune sont localisées à Vesoul (tribunaux judiciaire, de commerce et conseil de prud'hommes). Au second degré, la commune dépend de la cour d'appel de Besançon. Les juridictions de l'ordre administratif dont dépend la commune sont localisées à Besançon pour le premier degré (tribunal administratif) et à Nancy pour le second degré (cour administrative d'appel).

### Intercommunalité
Gray est la commune centre de la communauté de communes du val de Gray (CCVG), créée en 2000 à la suite du District urbain de Gray, ainsi que du Pays graylois. Le pays regroupait  44 590 habitants en 2009.

### Tendances politiques et résultats
Lors de l'élection présidentielle de mai 2007, le taux de participation au premier tour est de 77,43 % ; Nicolas Sarkozy (UMP) obtient 32,34 % des voix, Ségolène Royal (PS) 26,26 %, François Bayrou (UDF) 15,33 % et Jean-Marie Le Pen (FN) 13,44 %. Au second tour de l'élection, le taux de participation est de 79,01 %, Nicolas Sarkozy obtient 55,25 % et Ségolène Royal 44,75 %.
Lors de l'élection présidentielle de mai 2012, le taux de participation au premier tour est de 73,01 % ; François Hollande (PS) obtient 32,23 % des voix, Nicolas Sarkozy (UMP) 26,52 %, Marine Le Pen (FN) 20,20 % et Jean-Luc Mélenchon (Parti de gauche) 8,77 %. Au second tour de l'élection, le taux de participation est de 74,70 %, François Hollande obtient 52,15 % des suffrages exprimés et Nicolas Sarkozy 47,85 %.
Trois listes étaient en lice pour les élections municipales des 23 avril et 30 mars 2014. Au premier tour, la liste Ensemble à Gray conduite par Christophe Laurençot a obtenu 1 018 voix (45,89 % des suffrages exprimés). La liste Vivre à Gray, Demain, conduite par Claudie Chauvelot Duban a obtenu 768 voix (34,62 % des exprimés) et la liste En marche pour Gray, conduite par Patrice Debray a obtenu 432 voix (19,47 % des suffrages exprimés).
Au second tour, la liste Ensemble à Gray conduite par Christophe Laurençot a obtenu 1 277 voix (57,60 % des suffrages exprimés). La liste Vivre à Gray, Demain, conduite par Claudie Chauvelot Duban a obtenu 940 voix (42,39 % des exprimés).

### Politique locale
Compte tenu de la population de la ville, son conseil municipal est composé de 29 élus, soit, pour la mandature 2014-2020, 23 élus majoritaires du groupe Ensemble à Gray liste de tendance droite-UMP dirigée par Christophe Laurençot et 6 du groupe d'opposition Vivre à Gray, demain de tendance gauche-Parti socialiste menée par Claudy Chauvelot.

### Liste des maires
Avant la Révolution, Gray était une ville affranchie[Quoi ?] qui était administrée par un magistrat (assemblée) qui élisait un vicomte-mayeur[réf. nécessaire].
| Période       | Période                          | Identité             | Étiquette         | Qualité |
| ------------- | -------------------------------- | -------------------- | ----------------- | --- |
| novembre 1944 | mai 1945                         | Albert Weyl          |                   | Négociant en tissus |
| mai 1945      | octobre 1947                     | Roger Protet         |                   | Avoué |
| octobre 1947  | mars 1977                        | Pierre Vitter,       | PR                | Pharmacien Sénateur de la Haute-Saône RPF (1948 → 1952) Député RI puis UDF (1956 → 1978) Conseiller général de Gray (1951 → 1976) Président du Conseil général (1971 → 1976)                                                            |
| mars 1977     | mars 1983                        | Michel Vigneron      | PS                | Comptable |
| mars 1983     | juin 1995                        | Jean Kohler          | RPR               | Chirurgien-dentiste |
| juin 1995     | mai 1998                         | Christian Bergelin   | RPR               | Transporteur Député de la Haute-Saône (1981 → 1986 et 1988 → 2002) Secrétaire d'État (1986 → 1988) Président du Conseil général (1989 → 1998) Conseiller général de Gray (1995 → 1998) Sénateur de la Haute-Saône (2002) Démissionnaire |
| mai 1998      | avril 2014                       | Michel Alliot        | RPR puis UMP      | Avocat Président de la CC Val de Gray (2001 → 2014) |
| avril 2014,   | En cours (au 1er septembre 2021) | Christophe Laurençot | UMP → LR puis DVD | Éducateur Vice-président de la CC Val de Gray (2014 →) Réélu pour le mandat 2020-2026 |

### Budget et fiscalité
À titre d'information, la part départementale de taxe d'habitation de la Haute-Saône était la suivante : en 2001, 6,44 % ; en 2002, 6,83 % ; en 2003, 6,83 % ; en 2004, 6,83 % ; en 2005, 7,24 % ; en 2006, 7,39 % ; en 2007, 7,39 % ; en 2008, 7,39 %. 
La part régionale de taxe d'habitation de la Franche-Comté était la suivante : de 2001 à 2004 3,07 % ; en 2005 3,84 % ; en 2006, 3,92 % ; en 2007, 3,92 % ; en 2008, 3,92 %.
Taux de fiscalité directe
| d'habitation                                                                                                   | 11,97 % |
| foncière sur le bâti                                                                                           | 22,69 % |
| foncière sur le non-bâti                                                                                       | 57,55 % |
| professionnelle                                                                                                | 8,07 %  |
| Sources des données : Finances d'après un site spécialiséTaxes en pourcentage de la valeur locative cadastrale |         |

### Jumelages
Müllheim (Allemagne)
Depuis 1984, la ville de Gray est jumelée avec celle de Müllheim, ville frontalière d'Allemagne, située dans le Bade-Wurtemberg, non loin de Mulhouse, de Bâle et de Fribourg.
Avec ses atouts économiques tels que sa zone industrielle et sa production de vin, Müllheim fait partie d’un district de sept autres communes, pour une population totale de 17 275 habitants. Malgré cette différente de taille, les deux villes possèdent de nombreux points communs et entretiennent des liens amicaux dans les échanges scolaires et sportifs, les contacts réguliers entre les personnels des deux municipalités, les activités touristiques et culturelles communes, les échanges artistiques, l'organisation de festivités, ainsi qu'un lien militaire fort, par l'intermédiaire du 12e régiment de cuirassiers français, basé à Müllheim et devenu, depuis la création de l'Europe, la Brigade franco-allemande. Depuis 2004 et une exposition pour les 20 ans du jumelage, aucune célébration n'a eu lieu entre les deux communes.

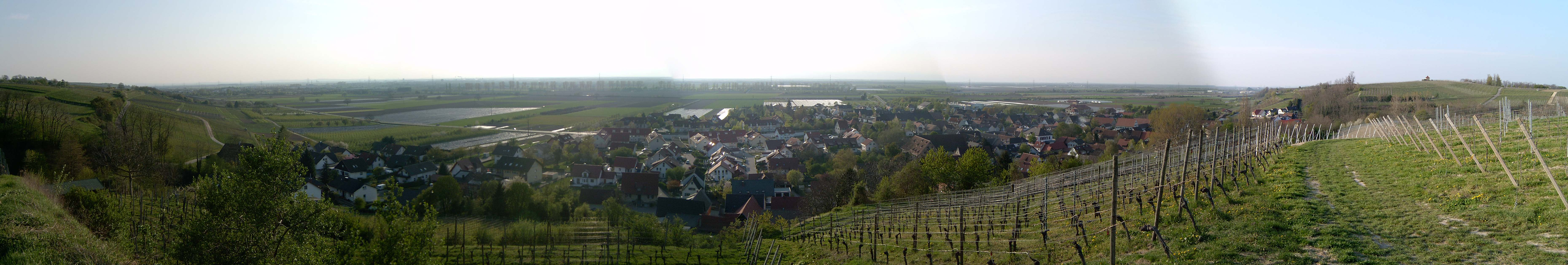
Panorama de Müllheim.

## Population et société

### Démographie

#### Évolution démographique
L'évolution du nombre d'habitants est connue à travers les recensements de la population effectués dans la commune depuis 1793. Pour les communes de moins de 10 000 habitants, une enquête de recensement portant sur toute la population est réalisée tous les cinq ans, les populations de référence des années intermédiaires étant quant à elles estimées par interpolation ou extrapolation. Pour la commune, le premier recensement exhaustif entrant dans le cadre du nouveau dispositif a été réalisé en 2008.

En 2022, la commune comptait 5 455 habitants, en évolution de −0,49 % par rapport à 2016 (Haute-Saône : −1,4 %, France hors Mayotte : +2,11 %).
| 1793  | 1800  | 1806  | 1821  | 1831  | 1836  | 1841  | 1846  | 1851  |
| ----- | ----- | ----- | ----- | ----- | ----- | ----- | ----- | ----- |
| 4 274 | 5 009 | 6 821 | 6 854 | 5 949 | 6 535 | 7 201 | 6 546 | 7 151 |

| 1856  | 1861  | 1866  | 1872  | 1876  | 1881  | 1886  | 1891  | 1896  |
| ----- | ----- | ----- | ----- | ----- | ----- | ----- | ----- | ----- |
| 7 145 | 7 051 | 6 764 | 6 965 | 7 401 | 7 254 | 6 826 | 6 908 | 6 816 |

| 1901  | 1906  | 1911  | 1921  | 1926  | 1931  | 1936  | 1946  | 1954  |
| ----- | ----- | ----- | ----- | ----- | ----- | ----- | ----- | ----- |
| 6 676 | 6 679 | 6 740 | 6 631 | 6 649 | 5 826 | 5 960 | 5 796 | 6 632 |

| 1962  | 1968  | 1975  | 1982  | 1990  | 1999  | 2006  | 2008  | 2013  |
| ----- | ----- | ----- | ----- | ----- | ----- | ----- | ----- | ----- |
| 6 995 | 7 789 | 8 805 | 7 723 | 6 916 | 6 773 | 6 262 | 6 088 | 5 555 |

| 2018  | 2022  | - | - | - | - | - | - | - |
| ----- | ----- | - | - | - | - | - | - | - |
| 5 541 | 5 455 | - | - | - | - | - | - | - |

#### Pyramide des âges
En 2018, le taux de personnes d'un âge inférieur à 30 ans s'élève à 34,0 %, soit au-dessus de la moyenne départementale (31,7 %). À l'inverse, le taux de personnes d'âge supérieur à 60 ans est de 32,5 % la même année, alors qu'il est de 29,7 % au niveau départemental.
En 2018, la commune comptait 2 577 hommes pour 2 964 femmes, soit un taux de 53,49 % de femmes, largement supérieur au taux départemental (50,77 %).
Les pyramides des âges de la commune et du département s'établissent comme suit.
| Hommes | Classe d’âge | Femmes |
| ------ | ------------ | ------ |
| 1,9    | 90 ou +      | 5,3    |
| 8,5    | 75-89 ans    | 15,8   |
| 15,2   | 60-74 ans    | 17,4   |
| 19,6   | 45-59 ans    | 19,1   |
| 14,9   | 30-44 ans    | 13,3   |
| 23,7   | 15-29 ans    | 15,5   |
| 16,1   | 0-14 ans     | 13,5   |

| Hommes | Classe d’âge | Femmes |
| ------ | ------------ | ------ |
| 0,7    | 90 ou +      | 1,9    |
| 8      | 75-89 ans    | 10,6   |
| 19,9   | 60-74 ans    | 20,4   |
| 21,4   | 45-59 ans    | 20,8   |
| 17,2   | 30-44 ans    | 16,7   |
| 15,3   | 15-29 ans    | 13,5   |
| 17,5   | 0-14 ans     | 16,1   |

### Enseignement

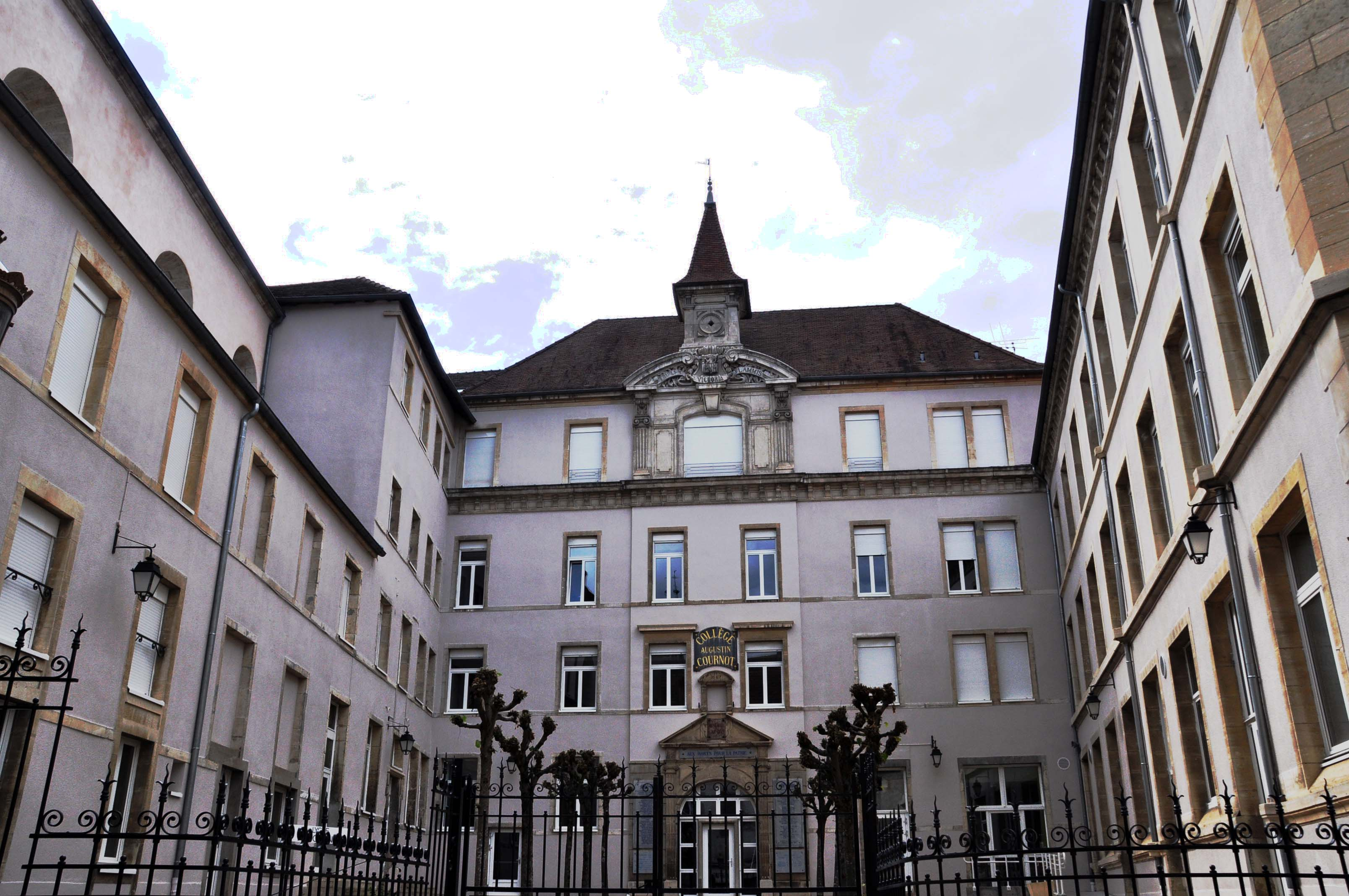
Le lycée Augustin-Cournot, établissement polyvalent.

La commune est située dans l'académie de Besançon.
On dénombre à Gray 3 écoles maternelles dont 2 publiques et 1 école privée.
On dénombre par ailleurs 3 écoles primaires dont 2 publiques et 1 privée.
La ville compte 3 collèges dont un comprenant une section d'enseignement général et professionnel adapté (SEGPA), 1 lycée polyvalent et 3 lycées professionnels.
Le lycée Augustin-Cournot possède une section de technicien supérieur (STS) qui permet l'obtention d'un BTS management commercial opérationnel (MCO).

### Santé

Carte du site hospitalier de Gray avec les aménagements successifs.

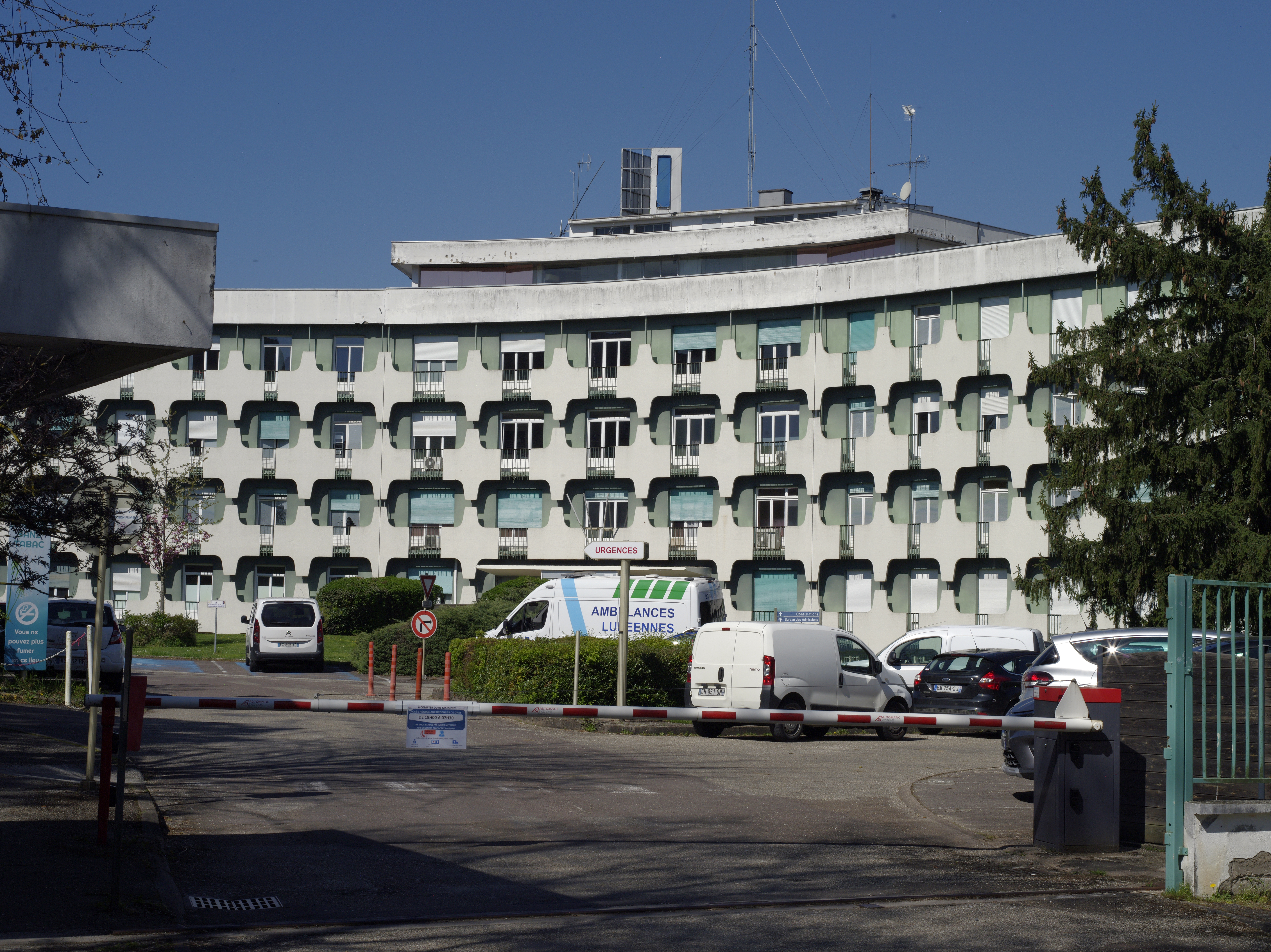
L'hôpital.

Le centre hospitalier du Val de Saône Pierre Vitter de Gray dispose, en 2018, d'une capacité de 428 lits et places dont :
- Médecine : 61
- Moyen séjour : 16
- Long séjour : 310
- Hébergement : 41

### Manifestations culturelles et festivités
Le festival de musique Rolling Saône, l'un des plus importants de la région, se déroule chaque année à Gray.

### Sports

#### Associations sportives
- Basketball : Val de Gray Basket
- Football : Espérance Arc-Gray
- Gymnastique : Alerte Grayloise
- Handball : Val de Gray Handball
- Natation : Val de Gray Natation
- Triathlon : Tri Val de Gray
- Hockey sur patins en ligne : Coyotes de Gray
- Course à pied : Val de Gray Marathon
- Équitation : Club Hippique Graylois
- Aïkido : Aïkido 70
- Boxe : Boxing Club Graylois
- Escrime : Épée Grayloise
- Taekwondo : Taekwondo Graylois
- Karaté : Karaté Club Graylois
- Lutte : Val de Gray Lutte
- Plongée en piscine avec bouteilles : Aqua Gray
- Cyclisme : Entente Cycliste Gray-Arc

#### Équipements sportifs
La ville est équipée en outre de quatre gymnases, d'un stade municipal dont un secondaire d'entraînement, de deux piscines dont une couverte et une en plein air, d'un complexe de tennis, d'un boulodrome, de deux bases nautiques sur la Saône, d'un centre hippique, d'un terrain d'aviation ainsi que d'une piste d'aéromodélisme à l'aérodrome de Gray - Saint-Adrien, de plusieurs terrains de proximité et d'aires de jeux, d'un parc de planche à roulettes, d'un parcours de santé, de nombreux sentiers de randonnée ainsi que d'un parcours équestre.

#### Événements sportifs
Dans tous les collèges du secteur de Gray, il existe une association (UNSS) qui organise des tournois entre collèges. Les collèges ont l'AS (association sportive) pour découvrir de nouveaux sports.

### Médias
Le journal hebdomadaire local La Presse de Gray relate les actualités de la commune, de même que le quotidien régional L'Est républicain dans son édition locale de Haute-Saône. La chaine de télévision France 3 Franche-Comté et la station de radio Ici Besançon relaient les informations locales. Un bulletin municipal semestriel d'information, baptisé Vivre à Gray, est distribué dans les boites aux lettres.

### Religions et lieux de culte
La ville compte plusieurs lieux de culte. La basilique Notre-Dame de Gray dans le centre-ville haut vers la mairie pour les catholiques. Un temple protestant situé à proximité du stade, avenue des Capucins, appelée « chapelle de l'amitié » construite en 1968. Deux lieux de culte pour les musulmans existent dans le quartier des Capucins, l'un rue de Bourgogne, l'autre juste à côté avenue de Lattre-de-Tassigny. D'autres lieux n'ont plus de vocation religieuse comme les chapelles des Carmélites, située rue des Casernes, et des Jésuites, située Grande-Rue. La première appartient à la commune de Gray et accueille à l'occasion des expositions. La seconde appartient au conseil régional de Franche-Comté via le lycée Cournot. Lui aussi accueille parfois des expositions. La chapelle des Capucins a été transformée en Centre médico-social géré par le conseil départemental de la Haute-Saône. Les maisons de retraite disposent aussi de chapelles internes, la plus remarquable est celle de l'Hôtel Dieu, classée aux monuments historiques.

## Économie

### Secteurs économiques
Gray est la commune pôle pour le Pays graylois et forme avec 19 autres communes proches la communauté de communes Val de Gray, qui compte 20 494 habitants en 2018.
L'aire d'attraction de Gray est limitée par la faible densité de population des communes rurales qui l'entourent et l'influence des capitales régionales Besançon et Dijon.
Au cœur d'une région plutôt céréalière Gray est le siège de la coopérative agricole Interval. L'économie industrielle du secteur est marquée par un développement des industries de transformation des métaux (machinisme agricole, chaudronnerie, construction métallique, etc.).
Le secteur tertiaire est essentiellement représenté par le secteur public (lycée, hôpital, maison de retraite).
Le tourisme bénéficie du patrimoine historique et architectural de la ville et s'appuie sur la pratique de la navigation de plaisance sur la Saône, l'un des principaux atouts du département, avec son aérodrome de tourisme et d'affaire :Saint Adrien (important pôle de maintenance aéronautique).
Il existe deux zones d'activités sur le territoire de la communauté de communes du Val de Gray dont la ZAC des Giranaux situés à Arc-lès-Gray et la ZAC Gray Sud, zone d'activité à vocation mixte : entreprises de services (19 %), d'artisanat et d'industrie (40 %), bâtiment (8 %) et de commerces (33 %).
La compétence Développement Économique est gérée par la communauté de communes du Val de Gray.

### Zones d'activités
La ville possède plusieurs lieux d'accueil de commerces :
- Le bas de la ville :

1. Les commerçants de la rue Gambetta.
2. Les commerçants de la place Edmond-Bour.
3. Les commerçants du quai Mavia
4. Les commerçants de la rue Thiers
5. Les commerçants de la rue Vanoise
6. Les commerçants de la Grande-Rue ville basse
7. Le centre commercial de mode : Gray Mode, celui-ci regroupe plusieurs enseignes de mode variées.

- Le haut de la ville :

1. Les commerçants de la Grande-Rue ville haute
2. Les commerçants de la Petite Fontaine
3. Les commerçants de la place Charles-de-Gaulle

- Des zones commerciales locales :

1. Le quartier des Perrières
2. Le quartier des Capucins
3. Autour du supermarché Intermarché
4. Le quartier de la gare routière

- Des supermarchés.
- Des enseignes discounts.

Sur le plan économique, même si le taux de chômage est relativement faible, la ville a connu la fermeture de plusieurs usines, notamment Orega-Thomson, Fouineteau (qui a inventé en particulier les paniers en tricot métallique pour la pêche, les paniers à salade et les autocuiseurs).
Depuis quelques années, différents services publics ou entreprises publiques ont quitté la ville :
- France Télécom fin 2008,
- Le tribunal d'instance fin 2009
- La brigade motorisée de gendarmerie été 2010 (déplacée à Autrey-lès-Gray)
- Les permanences d'accueil d'ERDF et GRDF été 2010.

Parmi les employeurs principaux figurent par exemple le centre hospitalier, les usines Plastigray. L'usine John Deere est située à Arc-lès-Gray.
En 2012, l'entreprise de prêt-à-porter Christine Laure présente à Gray depuis sa création en 1961, y investit deux millions d'euros dans son site de production.
Il est tout de même à noter que le secteur bancaire de Gray reste en expansion avec l'imminente restauration de son agence LCL. Elle sera rafraîchie selon un nouveau concept eco responsable et sa création a été confiée à l'architecte Girault Cormoran.

### Monuments historiques et constructions remarquables

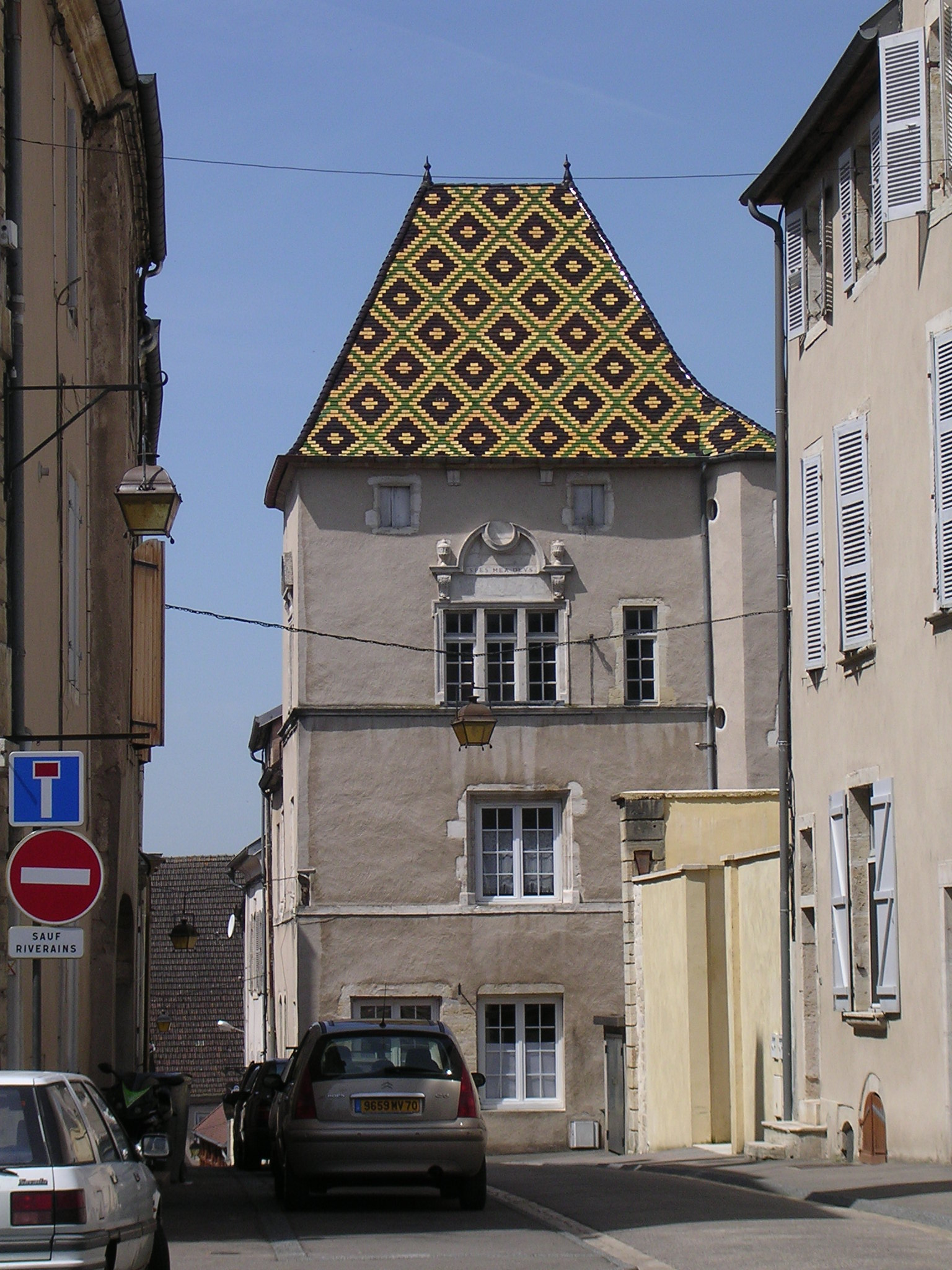
L'hôtel Jean Gauthiot d'Ancier, (1566). Façade sur la rue des Terreaux. On lit sur un fronton la devise des seigneurs d'Ancier Spes mea Deus (Dieu est mon espérance).

## Culture locale et patrimoine

### Musées
La ville de Gray compte trois musées :
- Musée Baron-Martin, 6 rue Pigalle. Le musée conserve, entre autres, dans ses collections plus d'une centaine de gravures et d'eaux-fortes d'Albert Besnard ainsi qu'une importante collection de dessins de Prud'hon ;
- Muséum d'histoire naturelle de Gray, place de la Sous-Préfecture. Depuis le milieu du XIXe siècle, le muséum s'est enrichi de diverses collections : roches et minéraux, fossiles, animaux naturalisés, planches de l'Histoire Naturelle de Buffon[75], herbiers [dont les herbiers de jeunesse : « Herbier du canton de Gray » et « Herbier général » du botaniste René Charles Joseph Maire, membre de l'Institut de France (Académie des Sciences)] ;
- le Musée national de l'espéranto (Nacia Esperanto Muzeo) est l'unique musée de l'espéranto en France. Il s'agit d'un centre d'archives et de documentation réunissant de nombreuses informations sur la langue espéranto. Créé en 1977 par Géo Junier, il présente aujourd'hui 6 000 livres, 1 400 titres de revues provenant de nombreux pays, des cassettes, des affiches ou encore des objets en rapport avec la langue universelle[76].

### Personnalités liées à la commune
- Sont nés à Gray :
  - Hugues Marmier (v. 1475-1553), homme politique comtois, président du Parlement ;
  - Hugues Sambin (v. 1520-1601), architecte, sculpteur, graveur ;
  - Jean-Baptiste Romé de L'Isle (1736-1790), minéralogiste à l'origine de la cristallographie moderne ;
  - Marguerite de Gourbillon (1737-1817), amie de Marie-Joséphine de Savoie ;
  - François-Nicolas Mouchet (1750-1814), peintre français ;
  - Claude-François Balivet (1754-1813), homme politique, député de la Haute-Saône à la Convention.
  - Claude Alardet (1759-1848), homme politique ;
  - Nicolas Martin Barthélemy (1765-1835), général des armées de la République et de l'Empire, né et mort à Gray ;
  - Mathieu Queunot (1766-1845), général des armées de l'Empire ;
  - Jean-Baptiste Thérèse Jobard, né le 15 juillet 1784 à Gray et mort le 24 novembre 1875 dans la même commune, homme politique.
  - Antoine-Augustin Cournot (1801-1877), mathématicien, économiste, philosophe ;
  - François Jobard, (1803-1881), homme politique né à Gray, député de la Haute-Saône de 1834 à 1839.
  - Tullie Moneuse (1804-1875), femme de lettres ;
  - François Dufournel, (1808-1882), homme politique ;
  - Léon-Marie-Joseph Billardet (1818-1862), peintre romantique, né et mort à Gray où il est inhumé ;
  - Victor Versigny (1819-1872), avocat et homme politique, député de la Haute-Saône de 1849 à 1851.
  - Louis Jobard, né le 11 décembre 1821 à Gray (Haute-Saône) et mort le 11 juin 1907 dans la même ville, homme politique, maire de Gray, conseiller général et sénateur de la Haute-Saône.
  - Edmond Bour (1832-1866), mathématicien, qui repose à Gray ;
  - Jules Sauzay (1823-1919), littérateur et historien de la Franche-Comté ;
  - Charles Jouart (1850-1917), homme politique, député de la Savoie de 1895 à 1902.
  - Albert Bergeret (1859-1932), imprimeur et pionnier des cartes postales ;
  - Louis Laloy (1874-1944), musicologue, sinologue, secrétaire général de l'Opéra de Paris ;
  - Georges Lévy (1874-1961), homme politique, député du Rhône, maire de Villeurbanne ;
  - Léon Bonneff (1882-1914), écrivain, Aubervilliers écrit en 1914 ;
  - Maurice Bonneff (1884-1914), écrivain, Didier, homme du peuple écrit en 1914 ;
  - Georges Aymé (1889-1950), général commandant supérieur des troupes d'Indochine ;
  - Jean Bergeret (1895-1956), général d'aviation, membre de la délégation française qui signa l'armistice du 22 juin 1940 avec l'Allemagne et celui du 24 juin 1940 avec l'Italie ;
  - Pierre Garbay (1903-1980), commandant la 1re DFL, Compagnon de la Libération[77] ;
  - René Bouvret (1920-1944), résistant français, Compagnon de la Libération[78], mort à Hauteville le 4 janvier 1944 ;
  - Christian Bergelin (1945-2008), homme politique ;
  - Christian Fumagalli (1946- ), peintre.

- Ont vécu à Gray :

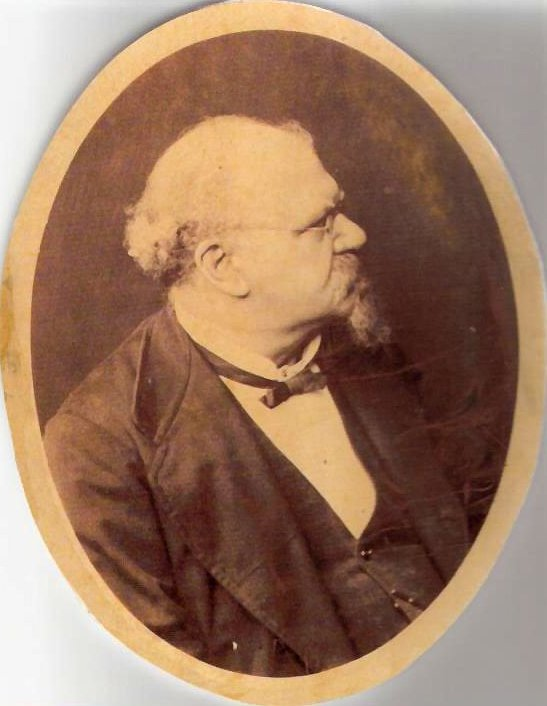
Portrait de Louis Édouard Gourdan de Fromentel, c.1900, Gray, Muséum d'histoire naturelle.

  - Pierre Fourier (1565-1640), homme d'église, saint catholique ;
  - Jean-Baptiste Chassignet (1571-1635), poète ;
  - Jean-Baptiste de la Baume-Montrevel (1593-1641), gouverneur de Franche-Comté, décédé à Gray ;
  - Philippe de la Baume-Saint-Amour (1616-1688), gouverneur de Franche-Comté de 1661 à 1668, réside au château de Gray ;
  - Jean-François de Massiet (v. 1635-1676), militaire wallon commandant la place de Gray lors de son siège de 1674 ;
  - François-Félix-Hyacinthe Muguet de Nanthou (1760-1809), député de la Haute-Saône de 1789 à 1791, maire de Soing ;
  - Alexandre Martin (1773-1864), homme politique, né à Besançon ;
  - Joseph Wislin (1804-1893), pharmacien chimiste à Gray, détenteur de brevets pharmaceutiques, père du peintre Charles Wislin ;
  - Louis Édouard Gourdan de Fromentel (1824-1901), médecin et paléontologue ;
  - Edmond Bour (1832-1866), mathématicien ;
  - Maurice Signard (1840-1903), homme politique, maire de Gray, député sous la IIIe République et sénateur de la Haute-Saône ;
  - Hubert Lyautey (1854-1934), maréchal de France, chef d'escadrons au 12e régiment de hussards à Gray en 1893 ;
  - Maurice Drouot (1876-1959), député sous la Troisième République ;
  - René Charles Joseph Maire (1878-1949), professeur d'université, botaniste et mycologue, membre de l'Institut de France (Académie des Sciences) ;
  - Albert Jacquard (1925-2013), chercheur généticien et essayiste. A étudié au lycée Augustin-Cournot de Gray, son père étant alors directeur de la succursale de la Banque de France ;
  - Le duo électro Carbon Airways, d'Enguérand et Éléonore Fernèse.

### Galerie

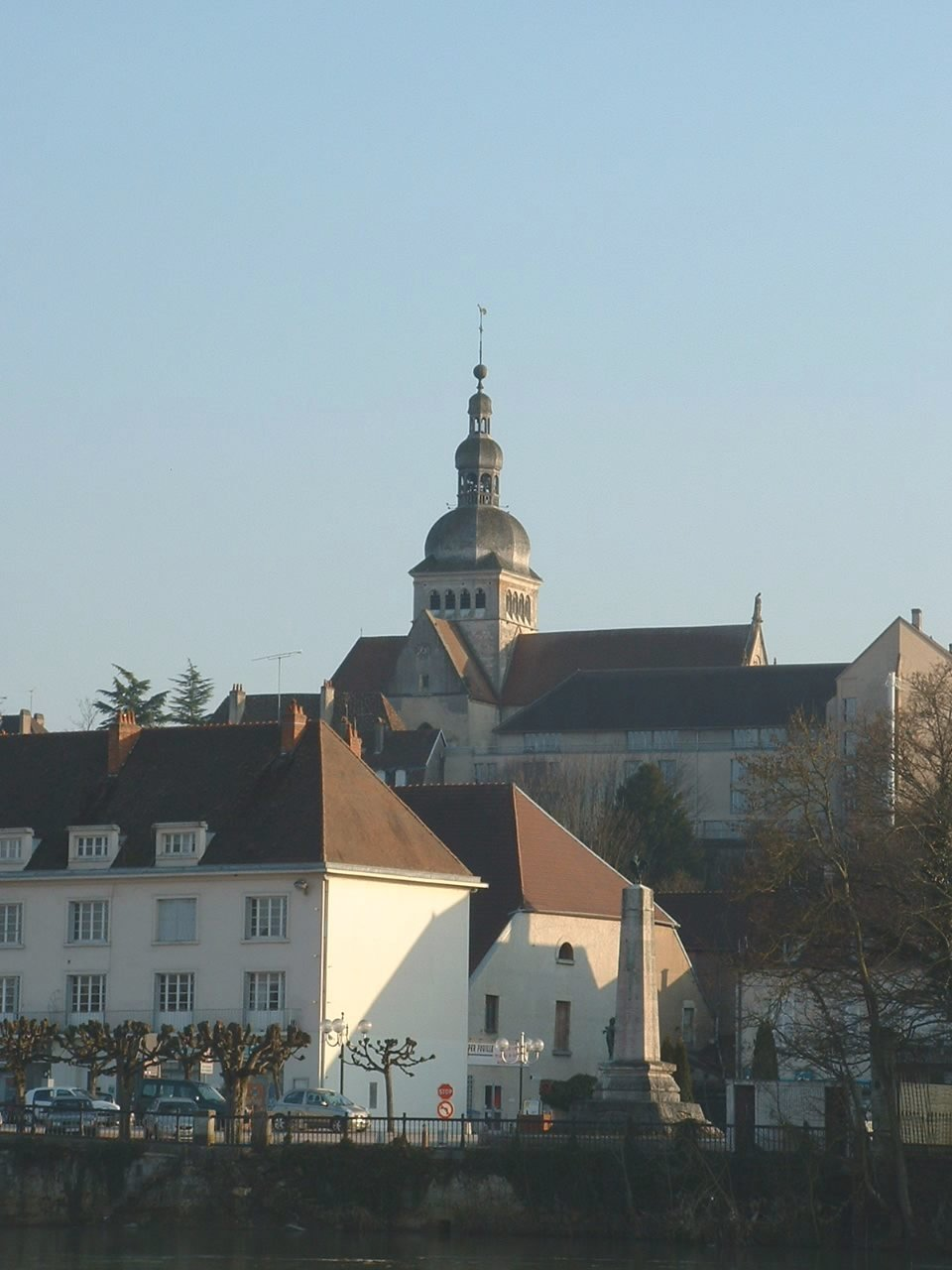
La basilique vue du bord de la Saône.
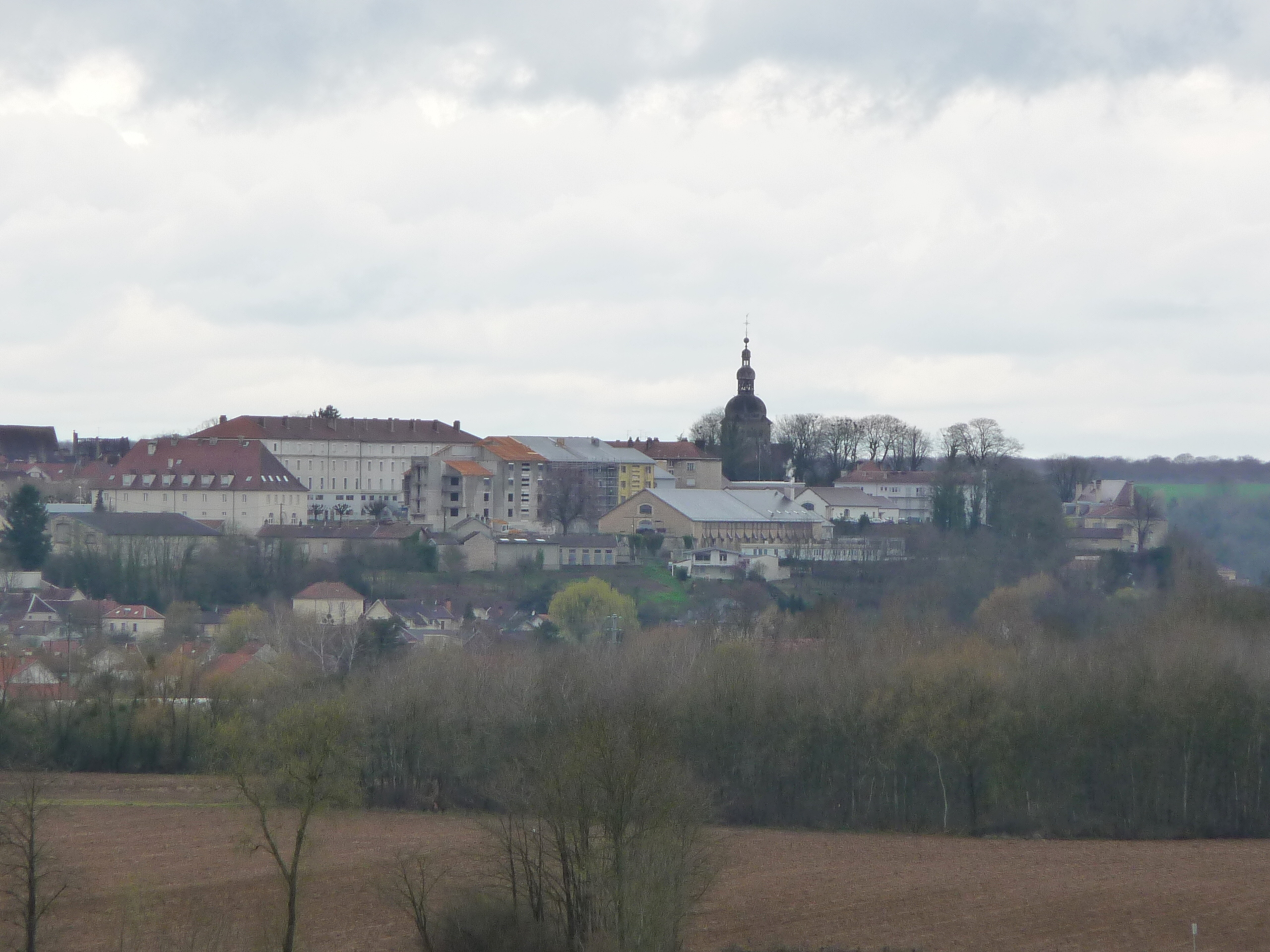
Le sud de Gray.
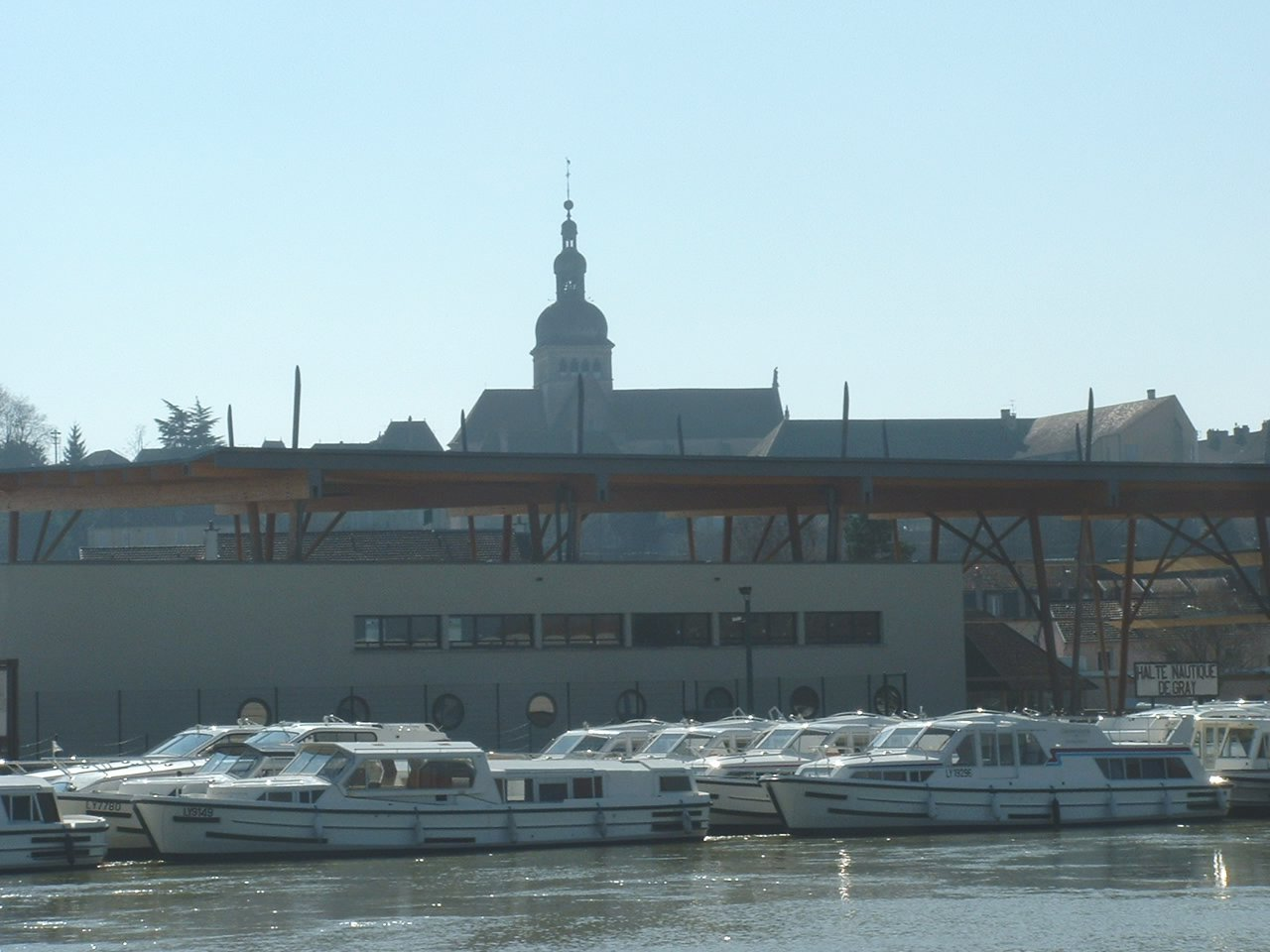
La halte nautique.
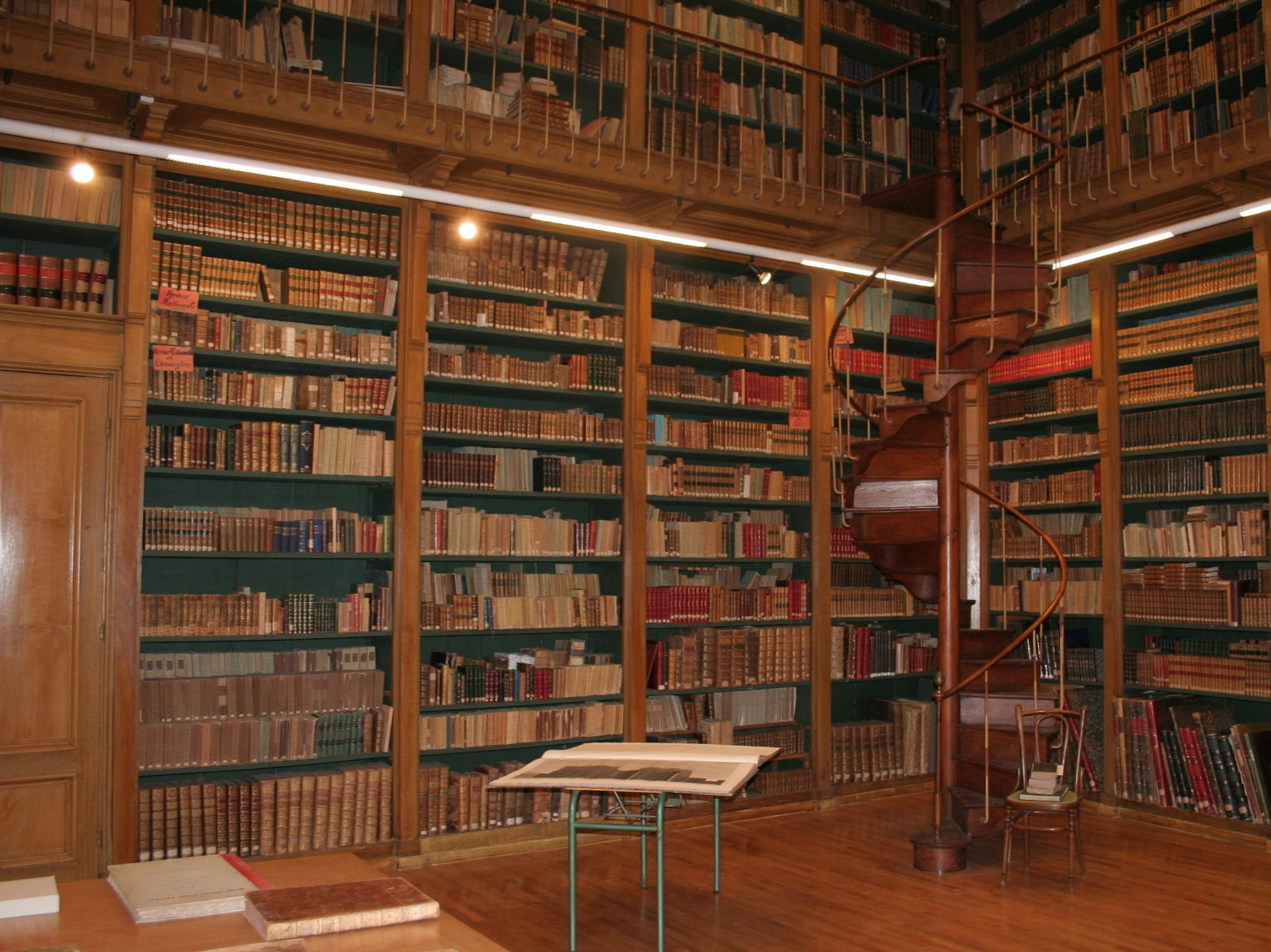
La grande bibliothèque.
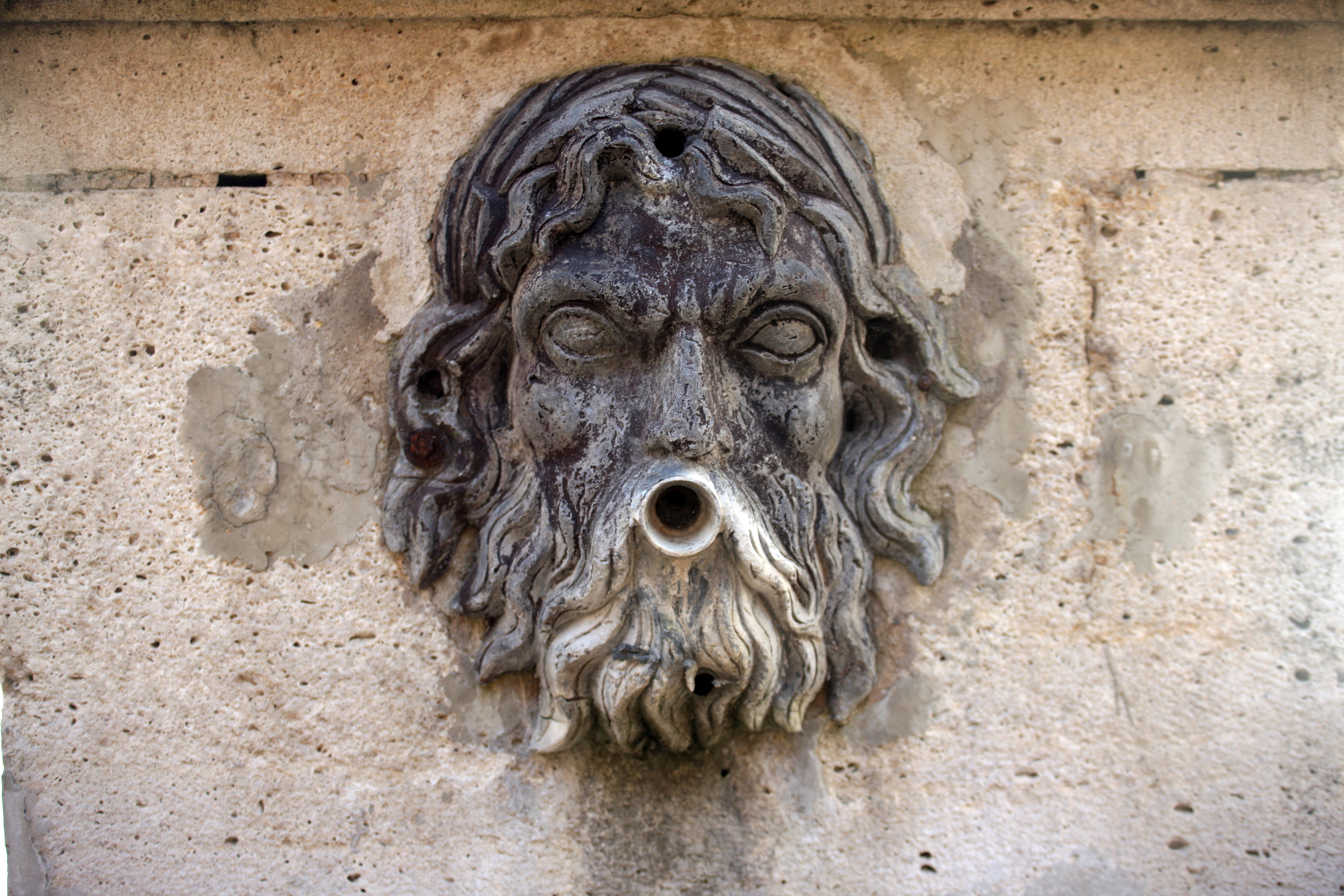
Bouche à eau de fontaine de la ville haute.
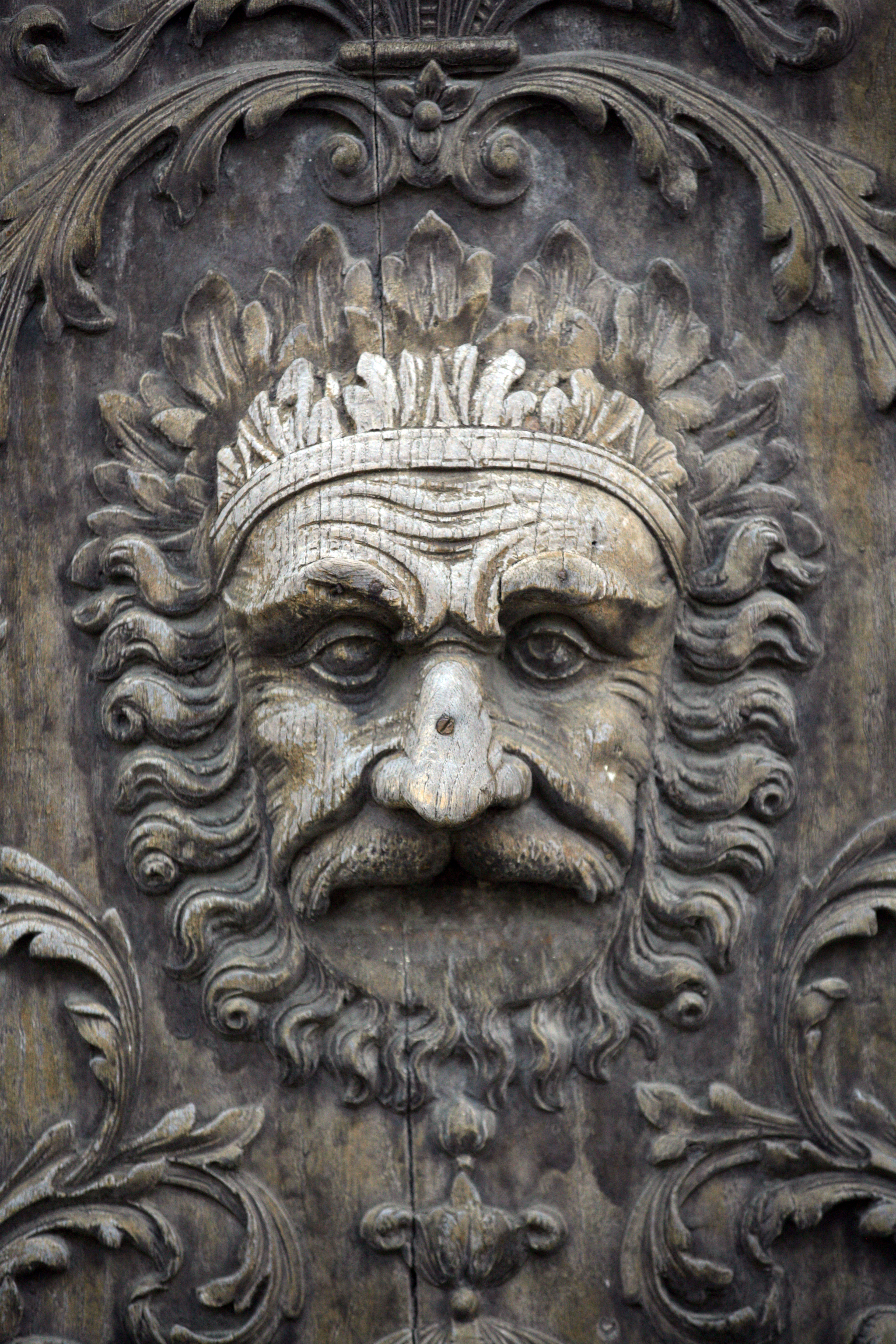
Un décor de porte d'immeuble de la ville haute.

### Héraldique
| Blason de Gray | Blason  | Coupé : au 1er d'azur semé de billettes d'or, au lion issant du même, armé et lampassé de gueules, au 2d d'argent à trois flammes de gueules. Devise / Cri« Triplex victoria flammis » : « Trois fois victorieuse des flammes » |
| Blason de Gray | Détails | Les flammes désignent les trois incendies qui ravagèrent la ville (1324, 1477 et 1479). D'où la devise de la ville. Le statut officiel du blason reste à déterminer.                                                            |